# Eleccions al Parlament Europeu de 2019

Logotip del Parlament Europeu.

Les eleccions al Parlament Europeu de 2019 van tenir lloc a la Unió Europea entre el 23 i el 26 de maig de 2019, amb una participació del 50,67% sobre un cens proper als 400 milions d'electors, superant en 8 punts la de les eleccions de 2014, va donar lloc a la IX legislatura europea. En elles es van triar per sufragi universal, directe, lliure i secret els eurodiputats que integraran l'Eurocambra i que representaran a la ciutadania europea en el període comprès des de 2019 a 2024. Aquesta cambra va ser la responsable de nomenar el president de la Comissió Europea, a proposta del Consell Europeu en funció dels resultats de les eleccions, per majoria qualificada.
El nombre de diputats previstos per a la IX legislatura del Parlament Europeu era de 705 escons, repartint-se els 73 escons del Regne Unit, després de la seva sortida de la Unió Europea, entre diversos països com Espanya, França, Itàlia i Països Baixos i reservant-se 46 escons per a futures ampliacions de la unió. Si bé, després de l'ajornament del Brexit fins al 31 d'octubre de 2019, el Regne Unit degué participar en les eleccions, mantenint-se el repartiment d'escons fins a la sortida definitiva de la Unió.
Per formacions, el Partit Popular Europeu va ser una vegada més el guanyador de les eleccions amb 172 diputats, perdent 36 diputats sobre les eleccions europees de 2014. Li va seguir el Partit dels Socialistes Europeus amb 144 escons, 36 menys que en les eleccions anteriors, i el Partit de l'Aliança dels Liberals i Demòcrates per Europa amb 76 escons, que va guanyar 30 seients. El partit d'ultradreta Moviment Europa de les Nacions i de les Llibertats, canviat de nom a Partit Identitat i Democràcia després de les eleccions, va aconseguir 60 escons, superant així al Partit Verd Europeu, que va aconseguir 57 escons, pujant 22 sobre el 2015, al Partit dels Conservadors i Reformistes Europeus, que va pujar 3 escons fins als 45, i el Partit de l'Esquerra Europea, que es va quedar en 20 escons.
Per grups parlamentaris, el Grup del Partit Popular Europeu va tornar a ser el més gran amb 182 escons, perdent 34 seients sobre el parlament sortint, seguit del Grup de l'Aliança Progressista de Socialistes i Demòcrates amb 154 escons, perdent 31 seients, i el Grup Renovar Europa, el nou nom del Grup de l'Aliança dels Liberals i Demòcrates per Europa, que va aconseguir 108 escons guanyant 39. El Grup dels Verds/Aliança Lliure Europea es va alçar fins a ser la quarta força amb 74 escons, sumant 22 escons nous, i superant per la mínima al nou Grup Identitat i Democràcia que va aconseguir 73. Finalment, el Grup dels Conservadors i Reformistes Europeus es va constituir amb 62 eurodiputats i el Grup Confederal de l'Esquerra Unitària Europea / Esquerra Verda Nòrdica amb 41 escons.
Després de les eleccions, el Partit Popular Europeu va arribar a un acord amb el Partit dels Socialistes Europeus i amb el Partit de l'Aliança dels Liberals i Demòcrates per Europa per a formar la nova Comissió Europea. No obstant això, el candidat del PPE a la presidència de la Comissió, Manfred Weber, va ser vetat pels seus socis de Govern i, per això, qui va accedir a la presidència europea va ser Ursula von der Leyen, fins llavors ministra de defensa d'Alemanya, també del Partit Popular Europeu i que ni tan sols havia estat elegida eurodiputada en les eleccions.

## Aspectes rellevants

### Creixement de l'euroescepticisme i la ultradreta
Les eleccions europees de 2019 van tenir lloc en un context sense precedents per a la Unió Europea. L'arribada al poder en diversos països de governs populistes i d'extrema dreta, com a Hongria, Polònia, Àustria i Itàlia, van fer disparar les perspectives electorals dels grups més euroescèptics, que fins a aquest moment estaven dividits en els grups Europa de la Llibertat i la Democràcia Directa i Europa de les Nacions i de les Llibertats.
Després de desacords durant els mesos previs a les eleccions, la intervenció de Steve Bannon, ideòleg estatunidenc i partícip de la victòria de Donald Trump a la presidència dels Estats Units, va fer arribar a acords als principals partits euroescèptics i d'extrema dreta europeus, amb Marine Le Pen i Matteo Salvini al capdavant. El Fidesz de Viktor Orbán, membre del Partit Popular Europeu, no es va alinear finalment amb Le Pen i Salvini i va mantenir el seu alineament amb el PPE, a pesar que va ser suspès després dels atacs a la Comissió Europea i al seu president Jean-Claude Juncker.

### Sortida del Regne Unit de la Unió Europea
Article principal: Sortida del Regne Unit de la Unió Europea
El 23 de juny de 2016 es va realitzar el Referèndum sobre la permanència del Regne Unit a la Unió Europea, també conegut com a Brexit, el resultat va indicar que el 51,9% dels votants era partidari d'abandonar la Unió Europea, enfront d'un 48,1% partidari de romandre. Aquest resultat va ser desigual en el territori, ja que a Escòcia, Irlanda del Nord, Gibraltar i Londres va guanyar el sí a la permanència.
El procés de retirada es va iniciar una vegada que el Regne Unit va invocar l'article 50 del Tractat de la Unió Europea el dimecres 29 de març de 2017. Aquest procés, que havia de durar un màxim de dos anys i havia de permetre celebrar les eleccions al Parlament Europeu sense el Regne Unit, es va acabar retardant en dues ocasions, la primera fins al 12 d'abril de 2019 i la segona fins al 31 d'octubre de 2019, obligant el país a participar de les eleccions i retardant la modificació del repartiment d'escons entre països fins a la sortida definitiva del Regne Unit.

### Acord entre Macedònia del Nord i Grècia
Article principal: Disputa sobre el nom de Macedònia

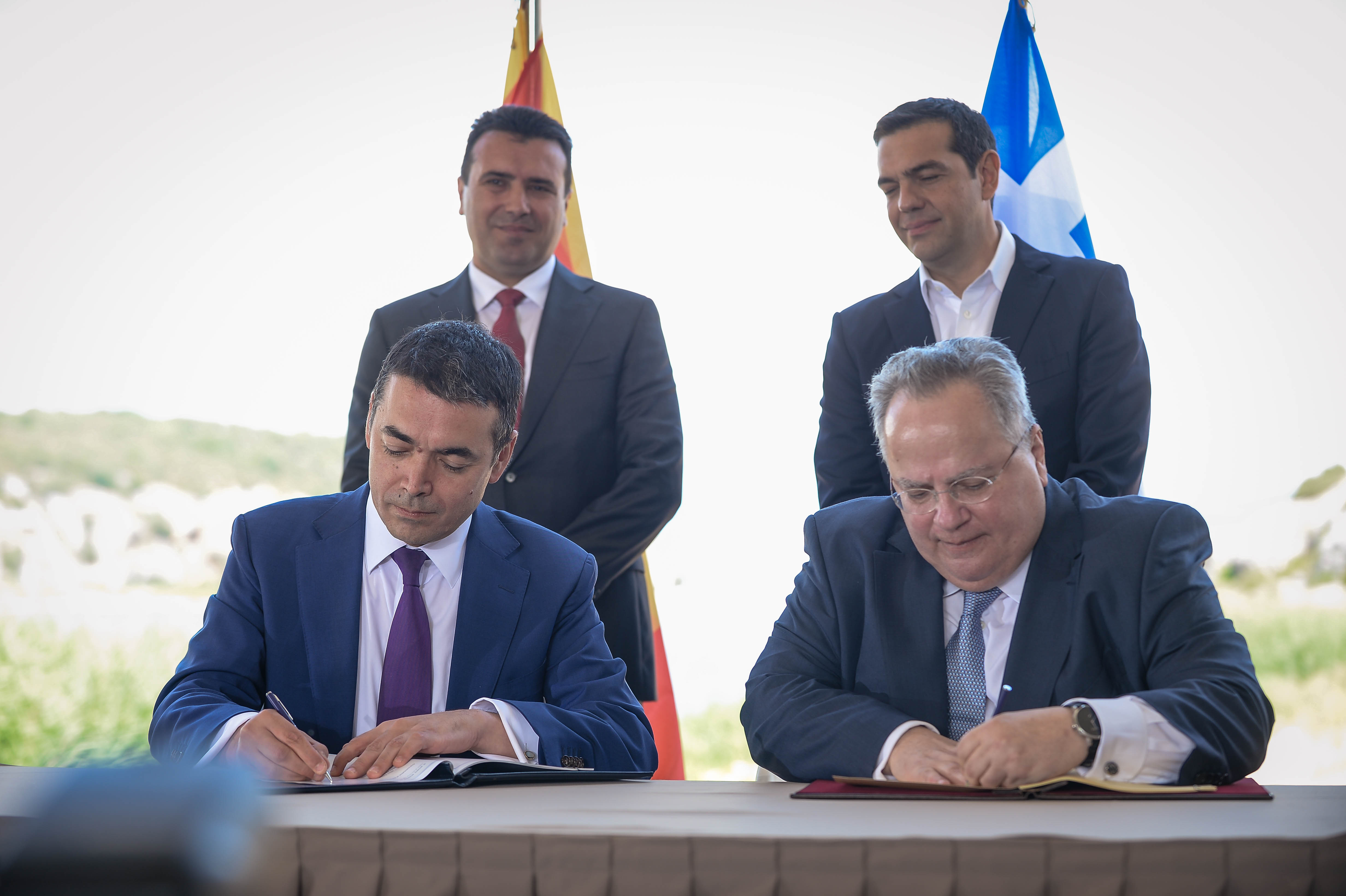
Signatura de l'Acord del Prespa.

Després d'anys de disputa entre Antiga República Iugoslava de Macedònia i Grècia, que havien impedit l'accés de Macedònia a la Unió Europea i a l'OTAN, en 2018 es va signar l'Acord del Prespa amb Grècia respecte a la disputa sobre el nom de Macedònia, pel qual l'estat independent canviaria de nom a Macedònia del Nord. El 30 de setembre d'aquest any es va celebrar un referèndum per a aprovar l'acord i l'entrada de país a la Unió Europea i l'OTAN amb un resultat no concloent, ja que encara que el vot pel sí que va aconseguir la majoria dels sufragis, el referèndum va comptar amb un 36,3% de participació, un 15% menys del mínim exigit. Malgrat això, el Parlament macedoni va aprovar el canvi de nom l'11 de gener de 2019, superant lleument els 80 vots requerits, i posteriorment el grec va fer el propi, entrant en vigor durant el mes de febrer de 2019. Gràcies a aquest acord, Macedònia del Nord va començar els processos d'incorporació a la Unió Europea i a l'OTAN.

### Procés independentista català
Article principal: Procés independentista català

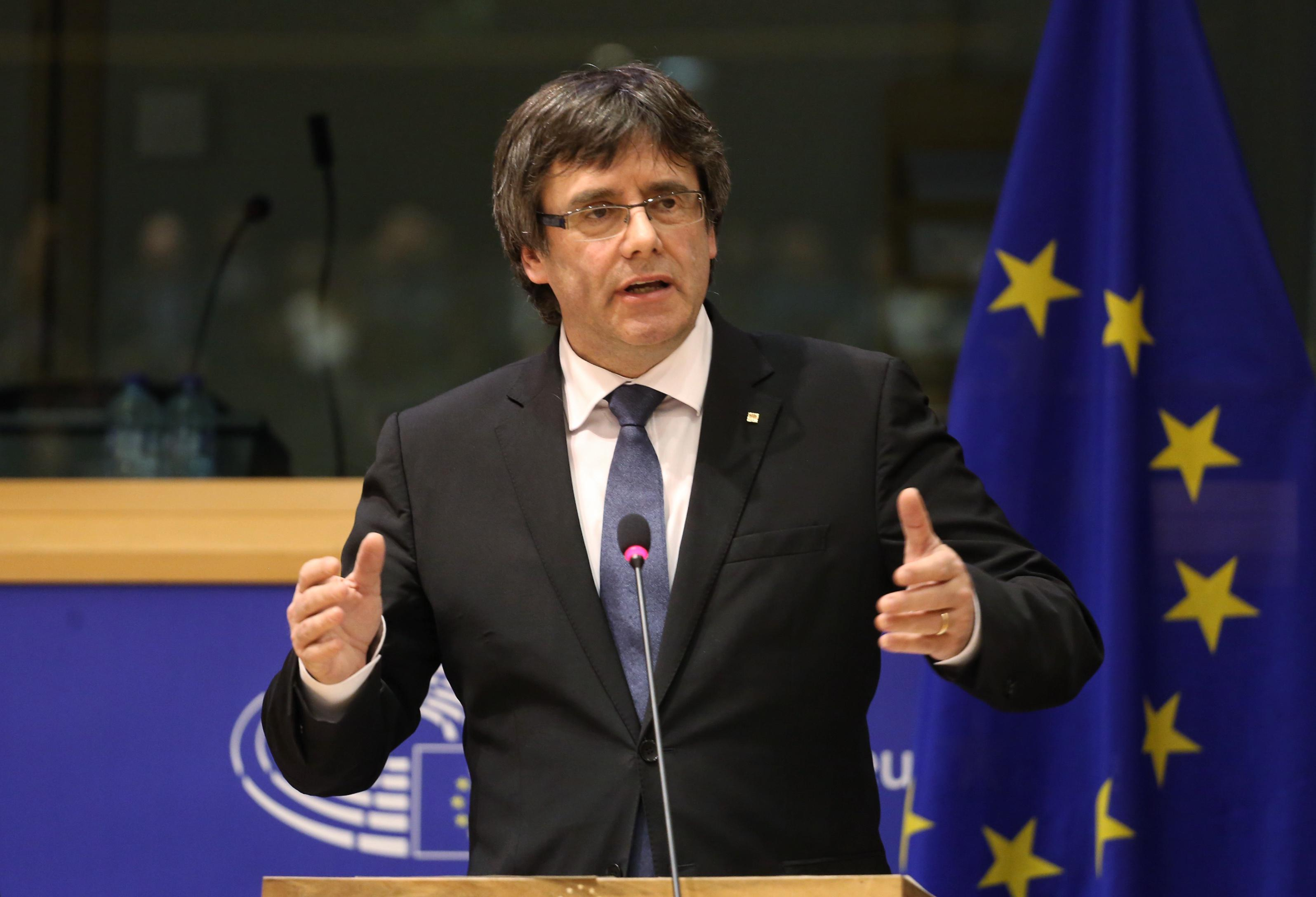
Conferència de Carles Puigdemont al Parlament Europeu per defensar el referèndum d'independència de Catalunya, celebrat el 2017.

Després del referèndum sobre la independència de Catalunya de 2017, declarat il·legal pel Tribunal Constitucional d'Espanya, i la posterior Declaració d'Independència de Catalunya, l'aplicació de l'Article 155 de la Constitució i el judici al procés, quatre líders independentistes es van presentar a les eleccions europees. D'una banda Oriol Junqueras, en aquell moment a la presó preventiva, va liderar la coalició Ara Repúbliques, amb la presència d'Esquerra Republicana de Catalunya i altres partits com EH Bildu, i a més va ser el candidat a President de la Comissió Europea per part de l'Aliança Lliure Europea. D'altra banda, Carles Puigdemont, Toni Comín i Clara Ponsatí, en aquell moment residents a Bèlgica i Escòcia, van liderar la llista de Lliures per Europa, coalició de Junts per Catalunya, el Partit Demòcrata Europeu Català i Convergència Democràtica de Catalunya. Junqueras, Puigdemont i Comín van resultar triats mentre que Ponsatí va rebre l'acta una vegada es va produir la sortida del Regne Unit de la Unió Europea.

### Nova llei electoral europea
El 7 de juny de 2018, el Consell Europeu va acordar canviar la llei electoral de la Unió Europea i resignar les velles normatives electorals, datades de 1976. L'objectiu de la reforma era augmentar la participació en les eleccions, la comprensió de la seva importància i rellevància en l'àmbit europeu i evitar vots irregulars sense menyscabar les tradicions constitucionals i electorals dels estats membres.
Les noves normes tenen entre els seus punts destacats:
- Visibilitzar els partits polítics europeus, en les paperetes de tots els estats membres, visibilitzant el logotip i candidat del partit polític europeu, en cas de formar part d'algun, al costat del partit polític estatal.
- Introducció d'un llindar mínim obligatori per als països de la Unió Europea que reparteixin més de 35 escons en circumscripció electoral única (en el moment de l'aprovació, només Espanya i Alemanya), que s'haurà d'establir entre el 3% i el 5%.38
- Establiment d'un termini de 12 setmanes abans de les eleccions perquè els partits polítics europeus, i els partits polítics d'àmbit estatal, proclamin els seus candidats. La intenció és que tots els partits europeus nominin al seu candidat a president de la Comissió Europea.
- Inclusió del dret a vot dels ciutadans europeus que visquin fora de la Unió Europea.
- Prohibició del doble vot per a ciutadans europeus amb dret a vot en dos països. Per a això, els estats hauran d'intercanviar informació dels seus censos electorals.

El Parlament Europeu va donar la seva aprovació a la reforma el 4 de juliol de 2018 i la llei va ser adoptada pel Consell Europeu el 13 de juliol de 2018. No obstant això, no tots els estats membres van ratificar la nova normativa abans de les eleccions de 2019, entre ells els afectats pel llindar mínim i, per tant, aquestes eleccions es van dur a terme d'acord amb les regles anteriors.

## Sistema electoral
Els estats membre de la Unió Europea van triar, segons les seves lleis nacionals, que sistema electoral usaven per a repartir els escons que tenien assignats. Per exemple, països com Espanya, Portugal, Alemanya o Grècia realitzen una circumscripció única mentre el Regne Unit, Irlanda, França o Itàlia dividien el seu territori en diverses circumscripcions per a elegir als candidats.
L'edat mínima de votació se situava en els 18 anys en gran part de la Unió Europea, amb l'excepció d'Àustria i Malta, que la fixaven en 16 anys, Croàcia i Eslovènia que també la situaven en 16 anys si estaven treballant, Hongria en cas de tenir 16 anys i estar casat, i Grècia que la situava en 17 anys. Per a ser candidat, la xifra també se situava en els 18 anys excepte a Bèlgica, Bulgària, Txèquia, Irlanda, Letònia, Lituània, Polònia, Eslovàquia, Estònia i Xipre que la fixaven en 21 anys, Romania que la fixava en 23 anys i Grècia i Itàlia que la situava en 25 anys.
El sistema elegit per al repartiment de vots majoritari és el Sistema D'Hondt, utilitzat en 17 països. El Vot únic transferible era fet servir per al repartiment a Malta i Irlanda, mentre que el Mètode Sainte-Laguë l'empraven a Alemanya, Letònia i Suècia, el Mètode de Hamilton (resta major) a Bulgària, Lituània i Itàlia, el mostreig per quotes amb Quocient Droop a Eslovàquia i Xipre, i el Mètode Enishimeni Analogiki, un sistema de representació proporcional reforçat, s'emprava a Grècia.
Finalment, la barrera electoral també era diferent segons el país. 13 països no fixaven límit, entre ells Alemanya després d'una sentència del Tribunal Constitucional, Xipre el marcava en l'1,8%, Grècia en el 3%, Àustria, Itàlia i Suècia en el 4% i Bèlgica, França, Txèquia, Letònia, Lituània, Polònia, Eslovàquia, Hongria, Romania i Croàcia el situaven en el 5%.

### Nombre d'escons per elegir
Estava previst per a aquesta contesa electoral l'elecció de 705 diputats al Parlament Europeu en els 27 estats membres de la Unió Europea. Si bé, després del retard de la sortida del Regne Unit fins al 31 d'octubre de 2019, es va decidir mantenir el repartiment anterior amb la presència del Regne Unit fins a la seva sortida.
Per tant, i fins que es va fer efectiva la sortida, els diputats es dividien de la següent manera:
| Estat membre  | Escons |           | Estat membre | Escons    |    | Estat membre | Escons |
| Alemanya      | 96     | Txèquia   | 21           | Croàcia   | 11 |              |        |
| França        | 74     | Grècia    | 21           | Irlanda   | 11 |              |        |
| Itàlia        | 73     | Hongria   | 21           | Lituània  | 11 |              |        |
| Regne Unit    | 73     | Portugal  | 21           | Letònia   | 8  |              |        |
| Espanya       | 54     | Suècia    | 20           | Eslovènia | 8  |              |        |
| Polònia       | 51     | Àustria   | 18           | Xipre     | 6  |              |        |
| Romania       | 32     | Bulgària  | 17           | Estònia   | 6  |              |        |
| Països Baixos | 26     | Finlàndia | 13           | Luxemburg | 6  |              |        |
| Bèlgica       | 21     | Dinamarca | 13           | Malta     | 6  |              |        |
|               |        |           | Eslovàquia   | 13        |    | Total:       | 751    |

Una vegada consumada la sortida del Regne Unit de la Unió Europea, els diputats es van repartir de la següent manera:
| Distribució d'escons en les eleccions al Parlament Europeu de 2019 (després del brexit) | Distribució d'escons en les eleccions al Parlament Europeu de 2019 (després del brexit) | Distribució d'escons en les eleccions al Parlament Europeu de 2019 (després del brexit) | Distribució d'escons en les eleccions al Parlament Europeu de 2019 (després del brexit) | Distribució d'escons en les eleccions al Parlament Europeu de 2019 (després del brexit) | Distribució d'escons en les eleccions al Parlament Europeu de 2019 (després del brexit) | Distribució d'escons en les eleccions al Parlament Europeu de 2019 (després del brexit) | Distribució d'escons en les eleccions al Parlament Europeu de 2019 (després del brexit) | Distribució d'escons en les eleccions al Parlament Europeu de 2019 (després del brexit) | Distribució d'escons en les eleccions al Parlament Europeu de 2019 (després del brexit) | Distribució d'escons en les eleccions al Parlament Europeu de 2019 (després del brexit) |
| --------------------------------------------------------------------------------------- | --------------------------------------------------------------------------------------- | --------------------------------------------------------------------------------------- | --------------------------------------------------------------------------------------- | --------------------------------------------------------------------------------------- | --------------------------------------------------------------------------------------- | --------------------------------------------------------------------------------------- | --------------------------------------------------------------------------------------- | --------------------------------------------------------------------------------------- | --------------------------------------------------------------------------------------- | --------------------------------------------------------------------------------------- |
| Estat membre                                                                            | Escons                                                                                  | Dif.                                                                                    |                                                                                         | Estat membre                                                                            | Escons                                                                                  | Dif.                                                                                    |                                                                                         | Estat membre                                                                            | Escons                                                                                  | Dif.                                                                                    |
| Alemanya                                                                                | 96                                                                                      |                                                                                         | Grècia                                                                                  | 21                                                                                      |                                                                                         | Irlanda                                                                                 | 13                                                                                      | 2                                                                                       |                                                                                         |                                                                                         |
| França                                                                                  | 79                                                                                      | 5                                                                                       | Hongria                                                                                 | 21                                                                                      |                                                                                         | Croàcia                                                                                 | 12                                                                                      | 1                                                                                       |                                                                                         |                                                                                         |
| Itàlia                                                                                  | 76                                                                                      | 3                                                                                       | Portugal                                                                                | 21                                                                                      |                                                                                         | Lituània                                                                                | 11                                                                                      |                                                                                         |                                                                                         |                                                                                         |
| Espanya                                                                                 | 59                                                                                      | 5                                                                                       | Suècia                                                                                  | 21                                                                                      | 1                                                                                       | Letònia                                                                                 | 8                                                                                       |                                                                                         |                                                                                         |                                                                                         |
| Polònia                                                                                 | 52                                                                                      | 1                                                                                       | Àustria                                                                                 | 19                                                                                      | 1                                                                                       | Eslovènia                                                                               | 8                                                                                       |                                                                                         |                                                                                         |                                                                                         |
| Romania                                                                                 | 33                                                                                      | 1                                                                                       | Bulgària                                                                                | 17                                                                                      |                                                                                         | Estònia                                                                                 | 7                                                                                       | 1                                                                                       |                                                                                         |                                                                                         |
| Països Baixos                                                                           | 29                                                                                      | 3                                                                                       | Finlàndia                                                                               | 14                                                                                      | 1                                                                                       | Xipre                                                                                   | 6                                                                                       |                                                                                         |                                                                                         |                                                                                         |
| Bèlgica                                                                                 | 21                                                                                      |                                                                                         | Dinamarca                                                                               | 14                                                                                      | 1                                                                                       | Luxemburg                                                                               | 6                                                                                       |                                                                                         |                                                                                         |                                                                                         |
| Txèquia                                                                                 | 21                                                                                      |                                                                                         | Eslovàquia                                                                              | 14                                                                                      | 1                                                                                       | Malta                                                                                   | 6                                                                                       |                                                                                         |                                                                                         |                                                                                         |
|                                                                                         |                                                                                         |                                                                                         |                                                                                         |                                                                                         |                                                                                         |                                                                                         |                                                                                         | Total:                                                                                  | 705                                                                                     | 46                                                                                      |

### Dates de les eleccions
Les eleccions se celebren en diverses dates en els diversos estats membres de la Unió Europea, sempre dins del rang de quatre dies que acorda el Parlament Europeu, i que en aquesta ocasió va ser del dijous 23 al diumenge 26 de maig. Aquest va ser el calendari per a les eleccions de 2019:
| 23 de maig                                  | 24 de maig | 25 de maig                                                    | 26 de maig | Mapa |
| ------------------------------------------- | ---------- | ------------------------------------------------------------- | --- | ---- |
| Països Baixos, Regne Unit (també Gibraltar) | Irlanda    | Eslovàquia, Letònia, Malta, Circumscripció Ultramar de França | Alemanya, Àustria, Bèlgica, Bulgària, Croàcia, Dinamarca, Eslovènia, Espanya, Estònia, Finlàndia, França metropolitana, Grècia, Hongria, Itàlia, Lituània, Luxemburg, Polònia, Portugal, Romania, Suècia, Xipre |      |
| Països Baixos, Regne Unit (també Gibraltar) | Txèquia    |                                                               | Alemanya, Àustria, Bèlgica, Bulgària, Croàcia, Dinamarca, Eslovènia, Espanya, Estònia, Finlàndia, França metropolitana, Grècia, Hongria, Itàlia, Lituània, Luxemburg, Polònia, Portugal, Romania, Suècia, Xipre |      |

### Escrutini
El primer vot de les eleccions es va recollir a les 07.00 hores del dijous 23 de maig al Regne Unit i Països Baixos, tancant-se el procés a les 23.00 hores del diumenge 26 de maig a Itàlia. Va ser en aquest moment quan es van donar a conèixer els escrutinis totals o parcials de tots els països de la Unió Europea, encara que els col·legis electorals haguessin tancat dies abans.

## Candidatures europees i candidats a la Comissió Europea
Els partits dels estats membre de la Unió Europea solen organitzar-se a través de partits polítics europeus. Per a ser un partit oficial, les agrupacions han de tenir una representació significativa en almenys una quarta part dels estats (actualment 7 països), respectar els valors i principis sobre els quals es funda la Unió Europea i haver participat en les eleccions europees, o haver manifestat la seva intenció de fer-ho.
Al final de la VIII legislatura del Parlament Europeu, tenien presència un total de 15 partits polítics europeus, o aliances informals de partits polítics de la Unió Europea. El Partit Popular Europeu era el que més presència tenia, seguit del Partit dels Socialistes Europeus i del Partit de l'Aliança dels Liberals i Demòcrates per Europa. Uns altres, com el Partit Pirata Europeu o Animal Politics EU tenien només un representant.
La majoria dels partits polítics europeus van nomenar candidats a president del Consell Europeu. Els dos principals partits, i els que més opcions tenien d'aconseguir la presidència van nomenar a Manfred Weber, per part dels populars, i a Frans Timmermans per part dels socialistes. Uns altres van preferir nomenar dos o més candidats, com l'Equip Europa dels liberals, format Margrethe Vestager, Nicola Beer, Emma Bonino, Violeta Bulc, Katalin Cseh, Luis Garicano i Guy Verhofstadt, o els binomis Ska Keller i Bas Eickhout, dels verds, i Violeta Tomič i Nico Cué, de l'esquerra unitària.
A més, els partits polítics europeus formen els grups polítics del Parlament Europeu. No obstant això, aquests grups no sempre corresponen totalment amb els partits, ja que sovint diversos partits polítics formen un únic grup o diputats d'un mateix partit formen part de grups diferenciats, com ho eren en la VIII legislatura el Grup de l'Aliança dels Liberals i Demòcrates per Europa format pel Partit de l'Aliança dels Liberals i Demòcrates per Europa i el Partit Demòcrata Europeu o el Grup dels Verds/Aliança Lliure Europea format pel Partit Verd Europeu i l'Aliança Lliure Europea, amb la presència del Partit Pirata Europeu. Per a formar un grup polític es necessiten almenys 25 diputats de set països, la qual cosa representa un quart dels estats membre de la Unió Europea.

### Partit Popular Europeu

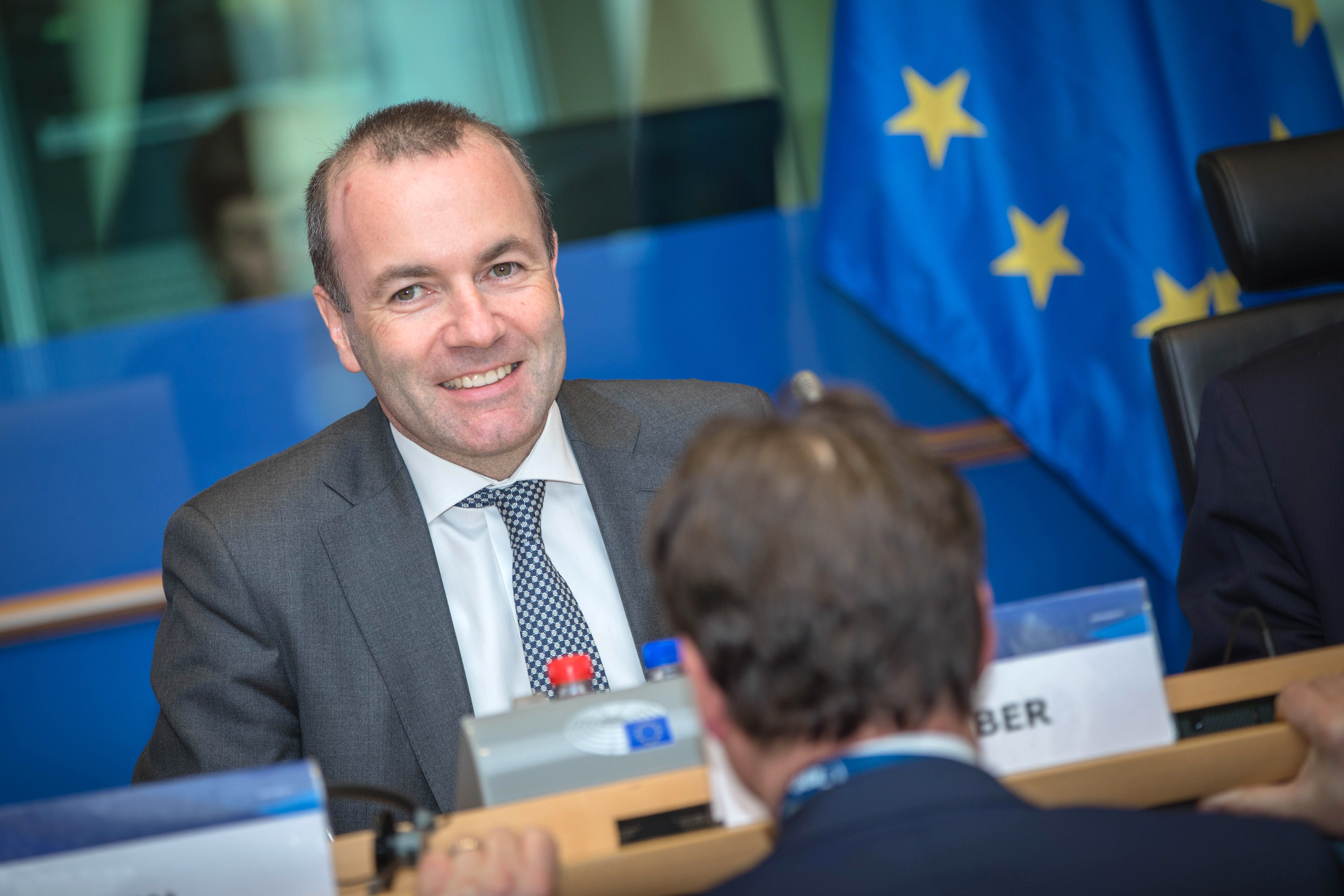
Manfred Weber a l'Assemblea del Partit Popular Europeu de 2019.

- Candidat a president: Manfred Weber.
- Grup parlamentari: Grup del Partit Popular Europeu.

El Partit Popular Europeu (PPE) agrupava final de legislatura a 80 partits d'estats membres de la Unió Europea i de fora d'aquesta, amb ideologies entorn de la democràcia cristiana, el conservadorisme, el conservadorisme liberal, el conservadorisme social, l'humanisme cristià i l'europeisme. La Unió Demòcrata Cristiana d'Alemanya, amb 29 escons, i el Partit Popular d'Espanya i Els Republicans de França, amb 16 eurodiputats cadascun, van ser les principals forces del partit en la legislatura 2014-2019 del Parlament Europeu.
Previ a les eleccions europees, el 20 de març de 2019, el PPE va procedir a la suspensió el Fidesz - Unió Cívica Hongaresa, del president d'Hongria Viktor Orbán, pels seus atacs reiterats a la Unió Europea i les seves institucions i, en concret, una campanya en la qual acusava la Unió i al president de la Comissió Europea Jean-Claude Juncker, també del Partit Popular Europeu, de voler facilitar la immigració amb el repartiment de refugiats de la crisi migratòria a Europa.
Quant al candidat a presidir la Comissió Europea, la família popular va decidir el 8 de novembre de 2018 apostar, amb un 80% dels vots, per Manfred Weber. El polític alemany nascut a Niederhatzkofen (Baviera) era una de les cares visibles de la Unió Demòcrata Cristiana d'Angela Merkel i un dels aspirants a dirigir-la després de la sortida de la cancellera alemanya.

### Partit dels Socialistes Europeus

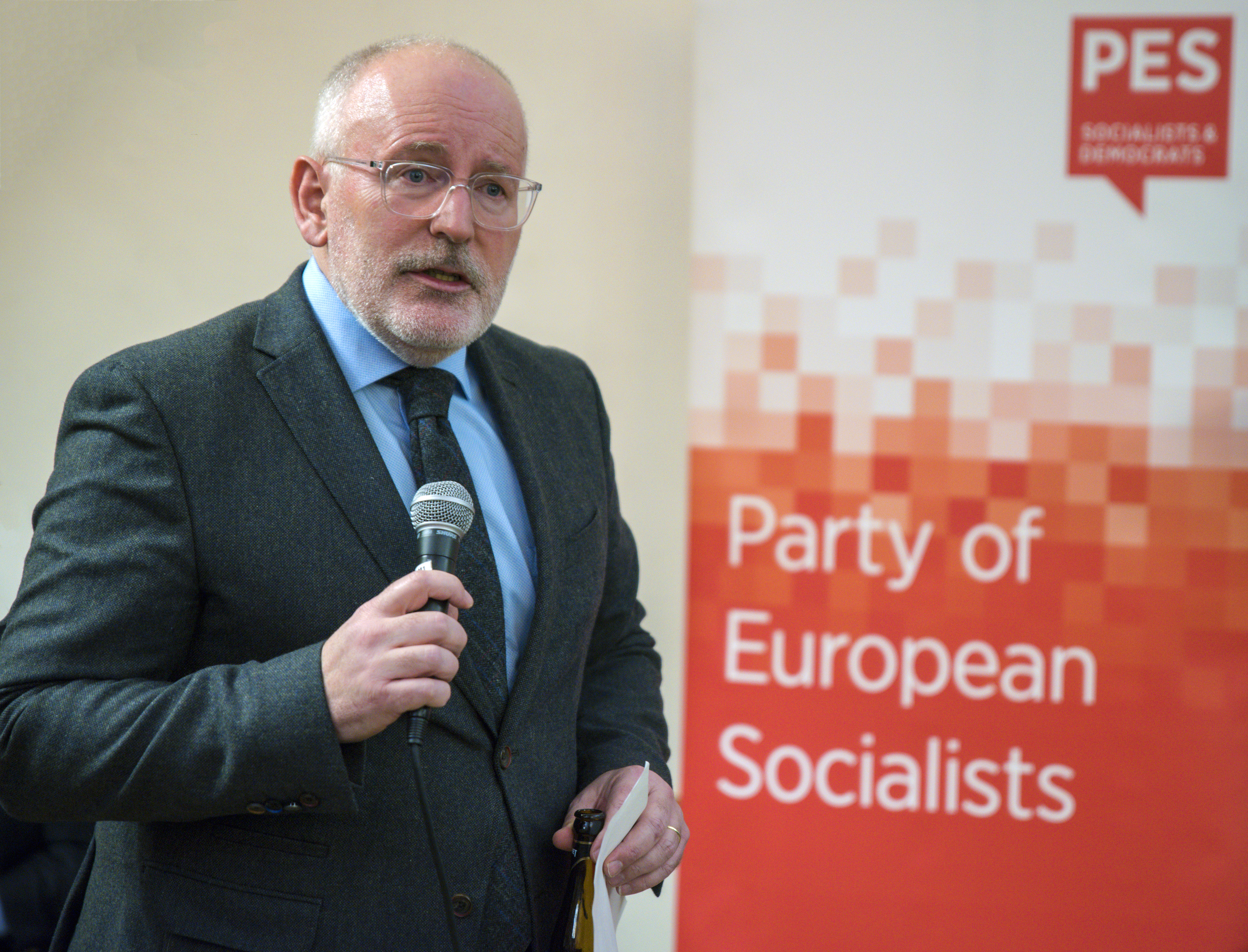
Frans Timmermans en un acte del Partit dels Socialistes en 2019.

- Candidat a president: Frans Timmermans.
- Grup parlamentari: Aliança Progressista de Socialistes i Demòcrates.

El Partit dels Socialistes Europeus (PSE) agrupava en 2019 a 57 partits d'estats membres de la Unió Europea i de fora d'aquesta, amb ideologies socialdemòcrates, socialistes i laboristes. En la legislatura 2014-2019, el Partit Socialdemòcrata d'Alemanya amb 27 escons, el Partit Democràtic d'Itàlia amb 26 eurodiputats i el Partit Laborista del Regne Unit van portar el pes del partit en el Parlament Europeu.
Per a la presidència de la Comissió Europea, la família socialista va triar el 7 de desembre de 2018 a Lisboa a l'holandès Frans Timmermans, membre del Partit del Treball dels Països Baixos. El polític, nascut a Maastricht, va ser ministre d'Assumpte Exteriors del Govern del seu país entre 2012 i 2014 i, des de llavors, vicepresident primer i comissari europeu de la Millora de la Legislació, Relacions Interinstitucionals, Estat de Dret i Carta dels Drets Fonamentals de la Comissió Juncker.

### Partit de l'Aliança dels Liberals i Demòcrates per Europa

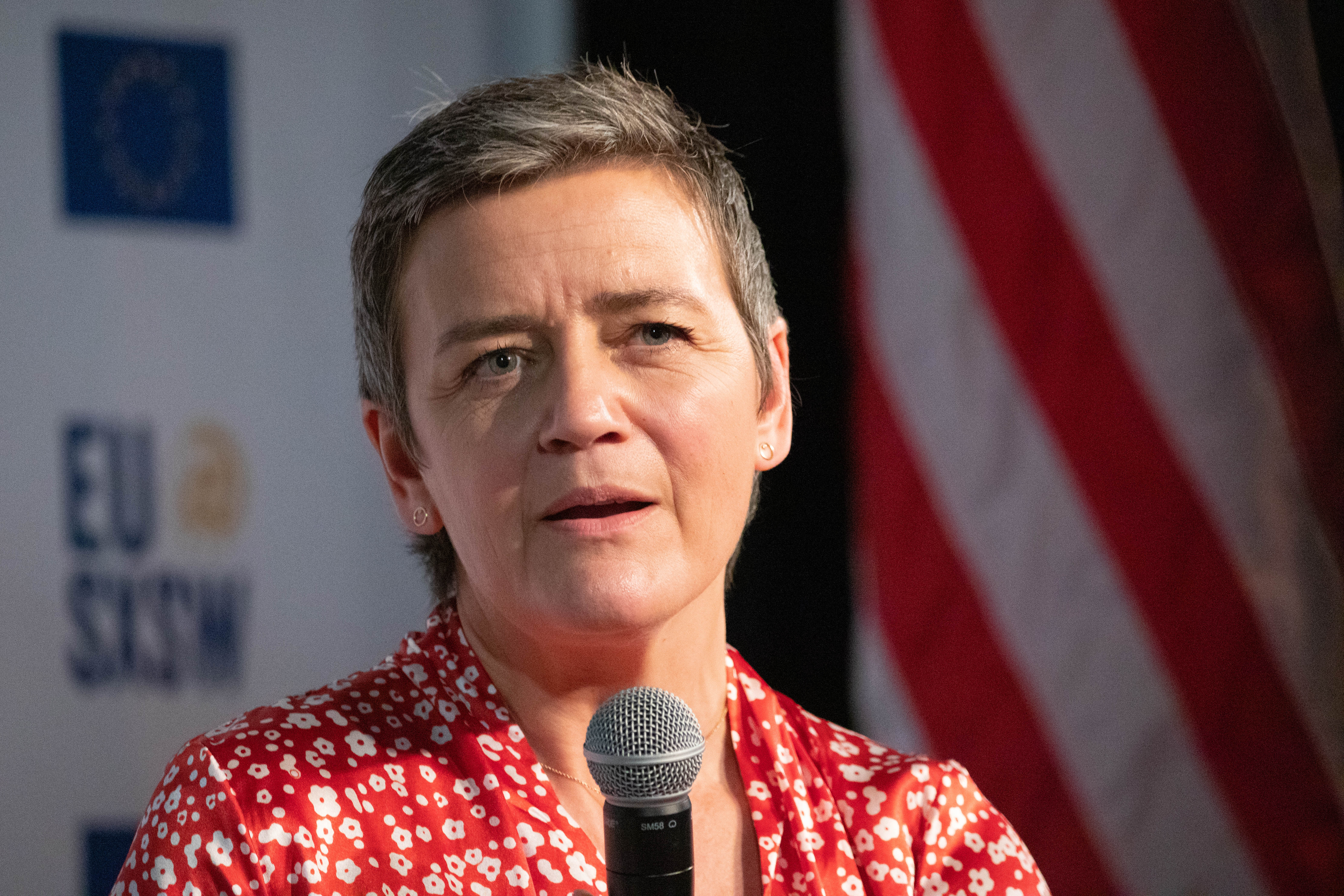
Margrethe Vestager, membre de l'Equip Europa, en un acte públic del Partit de l'Aliança dels Liberals i Demòcrates per Europa.

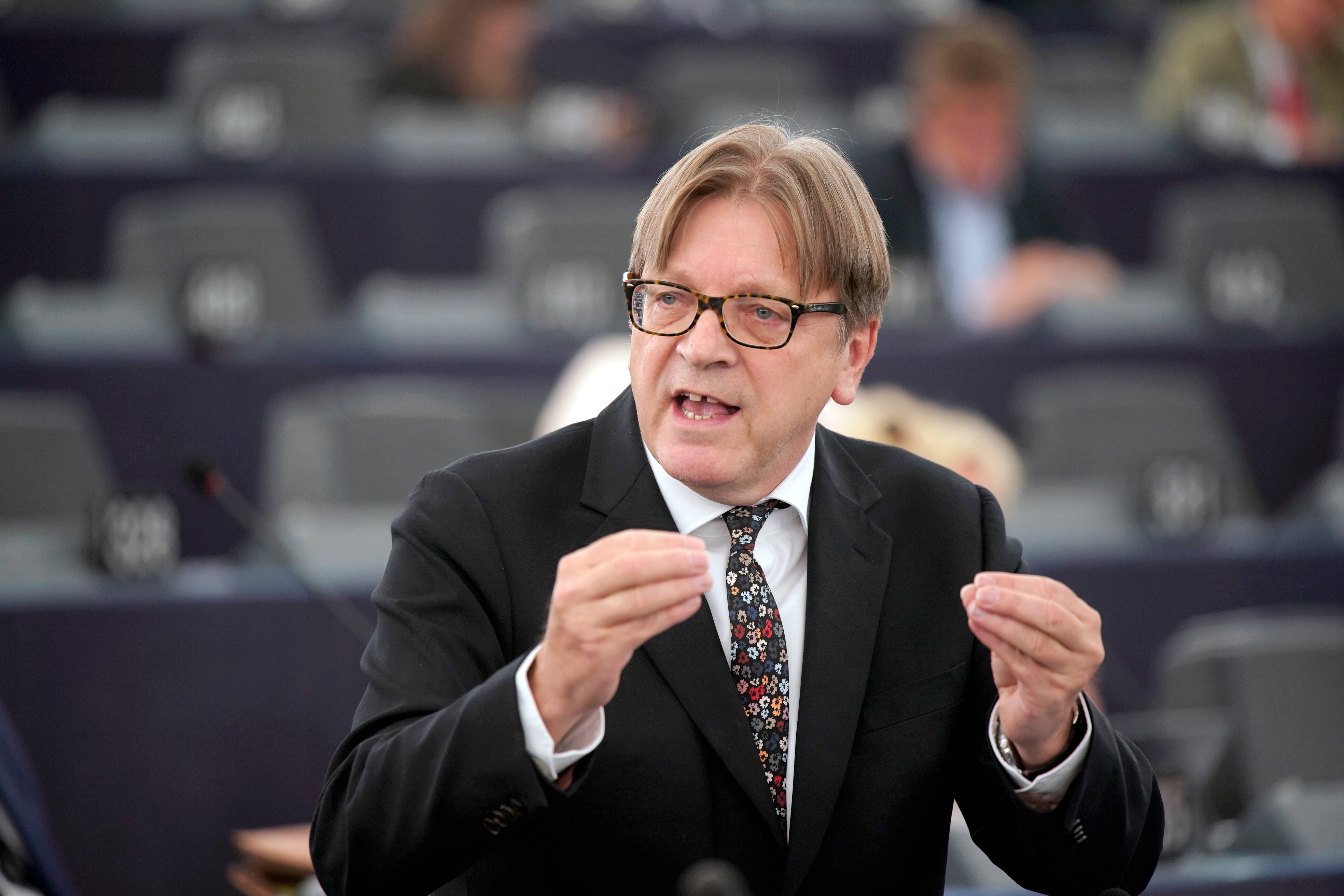
Guy Verhofstadt en un debat del Parlament Europeu en 2019.

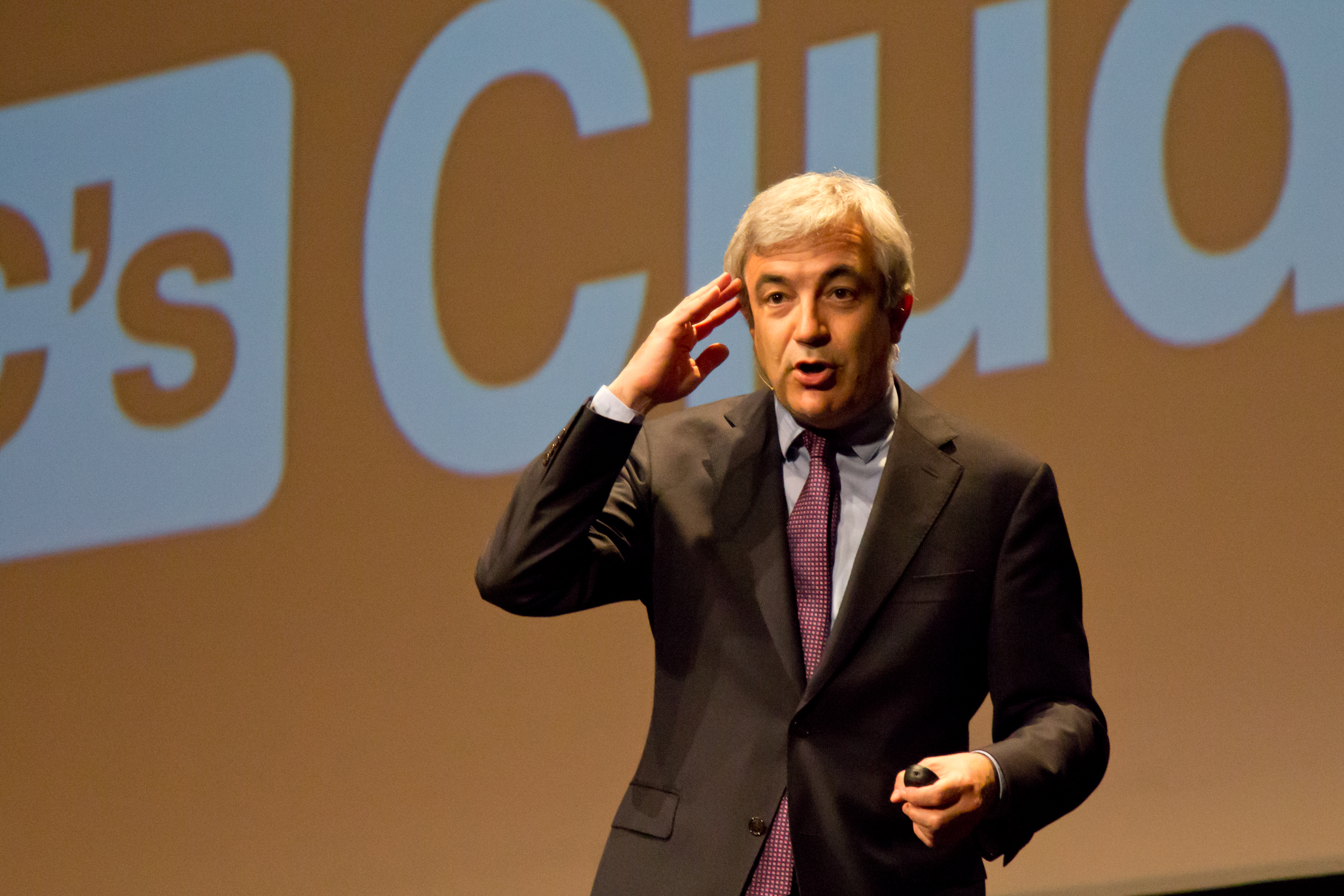
Luis Garicano en un acte de Ciutadans en 2015.

- Candidata a presidenta: Margrethe Vestager.
- Grup parlamentari: Aliança dels Liberals i Demòcrates per Europa.

El Partit de l'Aliança dels Liberals i Demòcrates per Europa (ALDE) agrupava 69 partits de la Unió Europea i de diversos països europeus extracomunitaris. Dins dels seus corrents ideològics interns es troben el socioliberalisme, el radicalisme, el liberalisme clàssic, el liberalisme conservador i el federalisme europeu. Les seves dues principals forces, amb 4 eurodiputats cadascun, van ser el Moviment pels Drets i Llibertats de Bulgària i Demòcrates 66 dels Països Baixos.
Si bé, entre la família liberal europea faltava La República en Marxa, el nou partit nascut a França en 2016, i que va aconseguir la presidència de la República francesa amb Emmanuel Macron. Però abans de les eleccions, el Partit de l'Aliança dels Liberals i Demòcrates va anunciar a través del candidat espanyol de Ciutadans Luis Garicano, abans de les eleccions, que s'havia arribat a un acord per a crear un grup conjunt entre el partit europeu i el francès.
Per a la Comissió Europea, el partit liberal va decidir constituir un grup anomenat Equip Europa format per Margrethe Vestager, Guy Verhofstadt, Nicola Beer, Emma Bonino, Violeta Bulc, Katalin Cseh i Luis Garicano. Aquest equip tenia com a intenció trencar amb la dinàmica de candidat únic de Socialistes i Populars i tenia com a objectiu nominar a Vestager com a candidata a presidenta de la Comissió Europea, Verhofstadt com a president del Parlament Europeu i a la resta de candidats com a alts càrrecs de la Comissió Europea.

### Aliança dels Conservadors i Reformistes Europeus

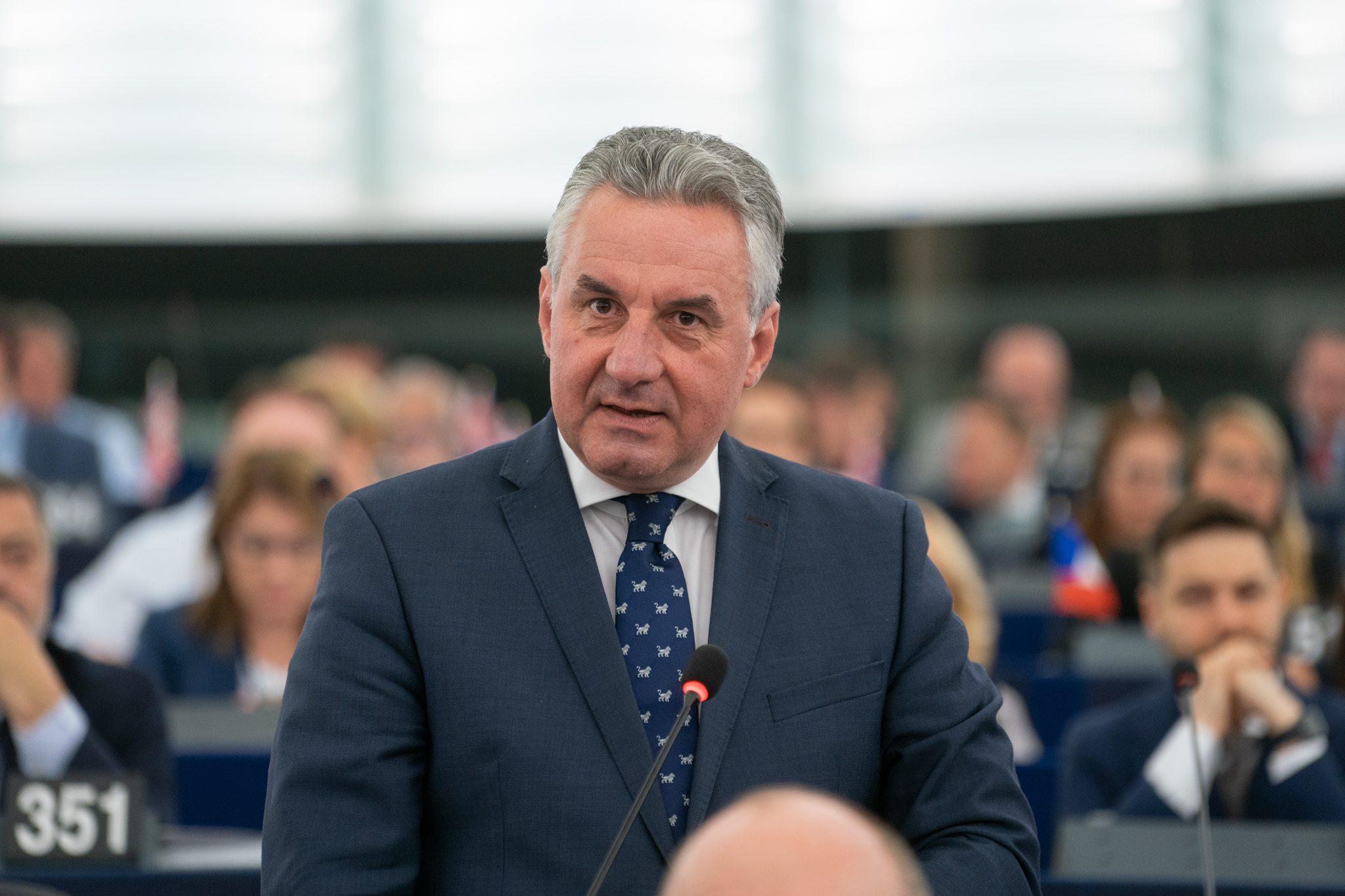
Jan Zahradil en un debat en el Parlament Europeu en 2019.

- Candidat a president: Jan Zahradil.
- Grup parlamentari: Conservadors i Reformistes Europeus.

L'Aliança dels Conservadors i Reformistes Europeus (ACRE) agrupava 30 partits de diversos països de tot el continent, d'ideologia conservadora, nacional conservadora, euroescèptica i antifederalista. El partit amb més pes dins del grup era el Partit Conservador del Regne Unit amb 18 escons, seguit del partit Llei i Justícia de Polònia amb 14 eurodiputats.
Els conservadors, que perdran gran part de la seva força una vegada es formalitzi el Brexit i els diputats del Partit Conservador abandonin l'hemicicle, van nominar a Jan Zahradil, nascut a Praga i membre del Partit Democràtic Cívic de Txèquia, com a candidat a la presidència de la Comissió Europea.

### Moviment Europa de les Nacions i de les Llibertats

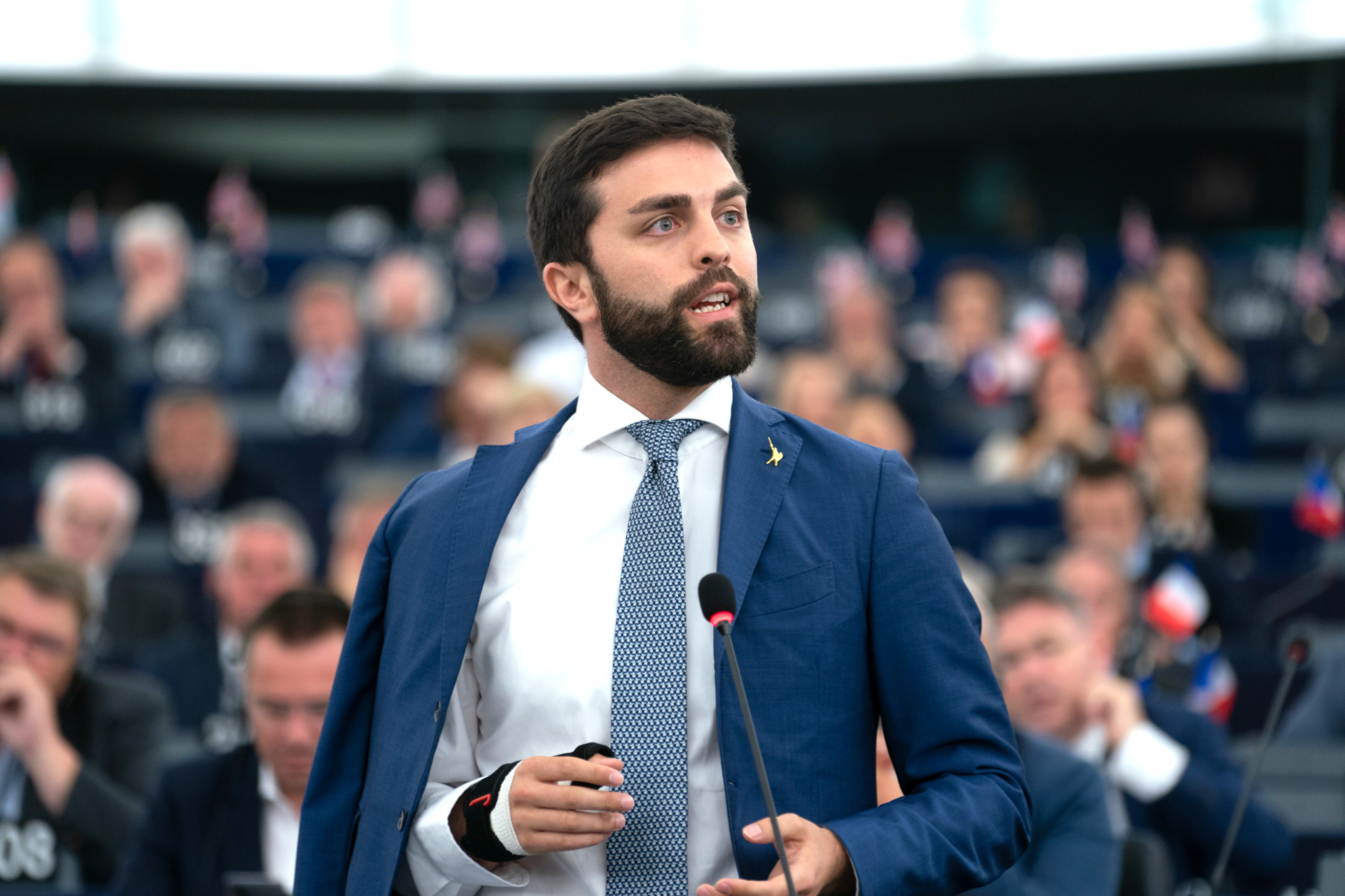
Discurs de benvinguda de Marco Zanni al Parlament Europeu en 2019.

- Candidat a president: sense candidat.
- Grup parlamentari: Europa de les Nacions i de les Llibertats (majoritàriament).

El Moviment Europa de les Nacions i de les Llibertats (MENL) integrava a 12 partits polítics d'11 estats de la Unió Europea. La seva ideologia gira entorn de l'euroescepticisme, l'ultranacionalisme i l'extrema dreta, i van decidir no nomenar candidat oficial, si bé Marco Zanni de La Lliga d'Itàlia va ser proclamat líder de la formació. Els partits amb més força dins de l'Eurocambra abans de les eleccions eren l'Agrupació Nacional de França, amb 14 diputats, i la Lliga, amb 6 eurodiputats.
Dies després de les eleccions, i una vegada es va acordar la creació del Grup Identitat i Democràcia, el partit va canviar de nom a Partit Identitat i Democràcia (ID Party), amb els mateixos membres amb els quals van acudir a les eleccions europees de 2019.

### Partit Verd Europeu

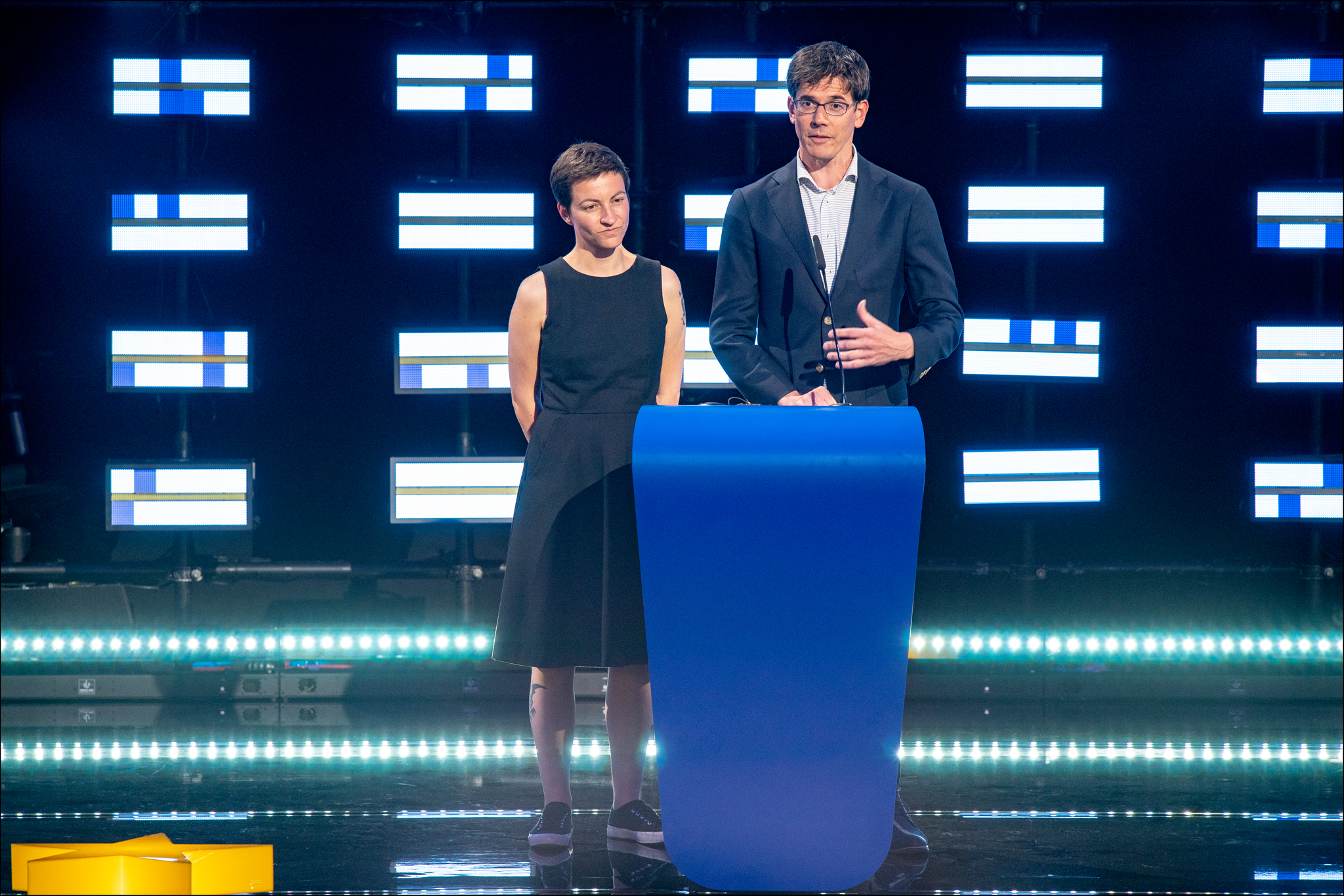
Ska Keller i Bas Eickhout en la presentació de la seva candidatura per al Partit Verd Europeu.

- Candidats a president: Ska Keller i Bas Eickhout.
- Grup parlamentari: Els Verds/Aliança Lliure Europea.

El Partit Verd Europeu (PVE) agrupava abans de les eleccions a 48 partits ecologistes nacionals de diversos països de tot el continent. Té com a arrel ideològica les polítiques verdes com la responsabilitat ambiental, la llibertat individual, la democràcia, la diversitat, la justícia social, la igualtat de gènere, un desenvolupament sostenible global, i la no-violència. En la legislatura 2014-2019 va ser l'Aliança 90/Els Verds d'Alemanya qui va portar el pes del grup amb 11 diputats enfront dels sis de la coalició entre Europa Ecologia-Els Verds de França.
Per a la presidència de la Comissió Europea el partit va nomenar per segona vegada Ska Keller, nascuda en Guben (Alemanya) i membre de l'Aliança 90/Els Verds, així com a Bas Eickhout, nascut en Groesbeek i membre de l'Esquerra Verda dels Països Baixos.

### Partit de l'Esquerra Europea

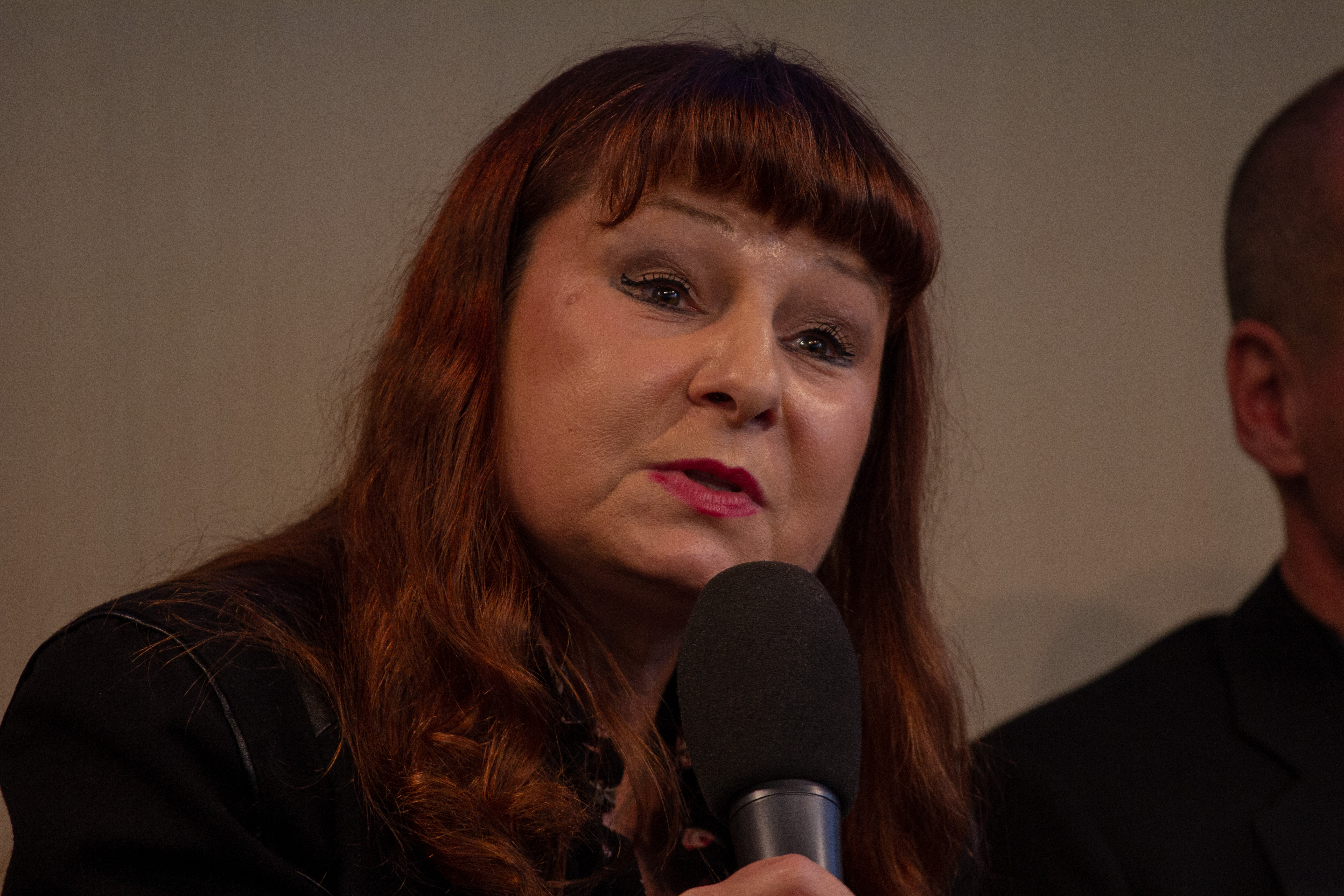
Violeta Tomič a l'Acadèmia de les Arts de Berlín en 2019.

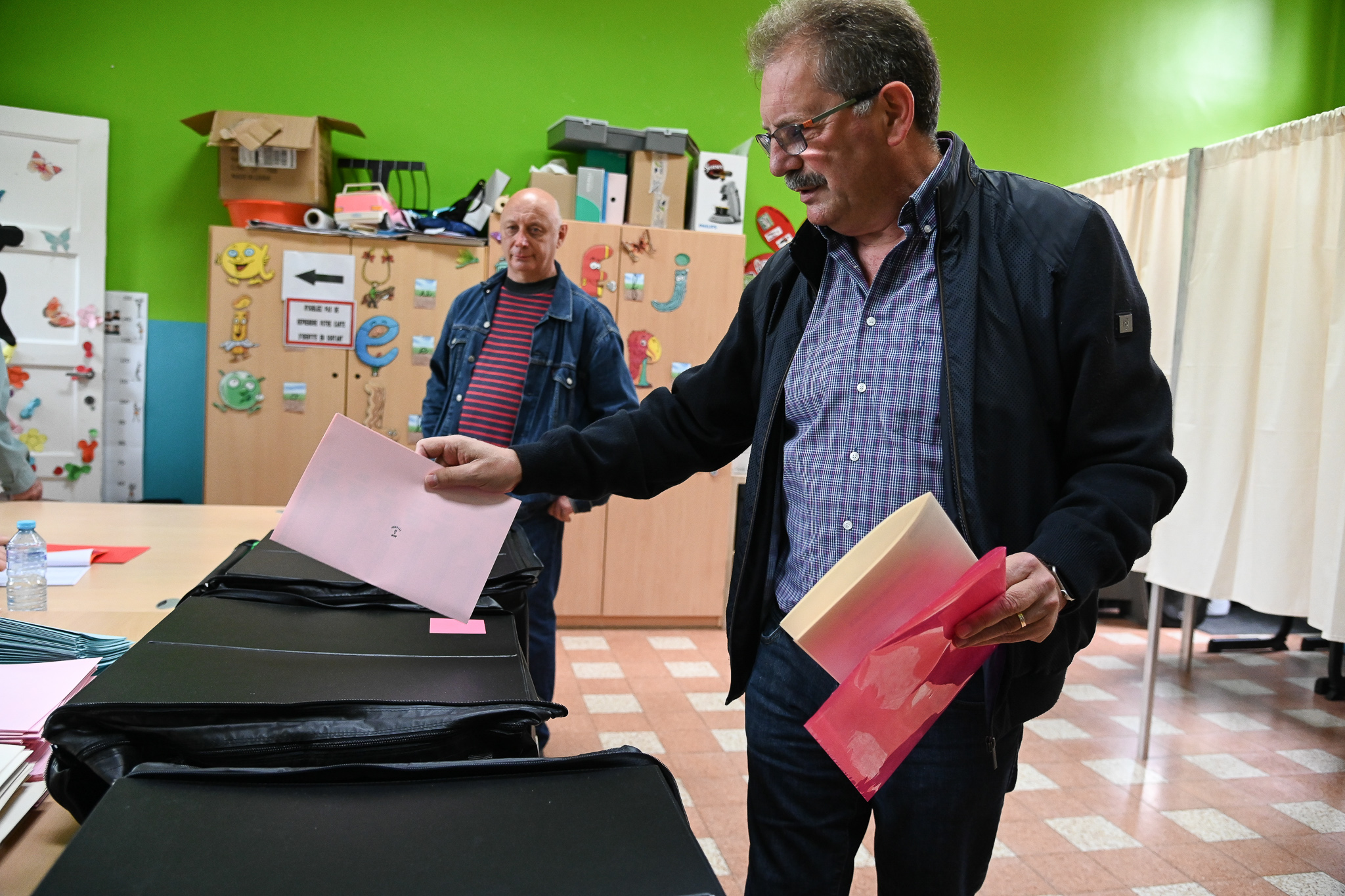
Nico Cué votant en les eleccions europees de 2019.

- Candidats a president: Violeta Tomič i Nico Cué.
- Grup parlamentari: Esquerra Unitària Europea - Esquerra Verda Nòrdica.

El Partit de l'Esquerra Europea (PEE) agrupava 32 partits de diversos països de la Unió Europea i de la resta del continent, tant de ple dret com observadors. La formació és considerada d'esquerra anticapitalista europea, sent principalment dels corrents comunistes i socialistes democràtics. L'Esquerra d'Alemanya, amb set eurodiputats, i els partits Front d'Esquerra de França i Partit Comunista de Bohèmia i Moràvia de Txèquia, amb dos eurodiputats cadascun, eren els principals partits del grup.
Per a la presidència de la Comissió Europea el partit va nomenar a Violeta Tomič, nascuda a Sarajevo i membre de L'Esquerra d'Eslovènia, i a Nico Cué, sindicalista nascut a Mieres (Astúries) i emigrat a Bèlgica.
Si bé, dos dels principals partits d'esquerra europea a nivell de força, com eren Podem d'Espanya i França Insubmisa no formaven part del partit durant de les eleccions. Aquests dos partits, juntament amb altres integrants del Partit de l'Esquerra Europea com el Bloc d'Esquerra de Portugal, van formar l'espai Ara la Gent (ALG), una aliança informal que no va proclamar candidats a presidir la Comissió Europea.

### Partit Demòcrata Europeu
- Candidat a president: sense candidat.
- Grup parlamentari: Aliança dels Liberals i Demòcrates per Europa (majoritàriament).

El Partit Demòcrata Europeu (PDE) agrupava abans de les eleccions a 19 partits de vuit estats membres de la Unió Europa, d'ideologia centrista i fortament europeista. En el Parlament sortint, els francesos del Moviment Demòcrata ostentaven la representació més gran del partit amb dos eurodiputats.

### Aliança Lliure Europea

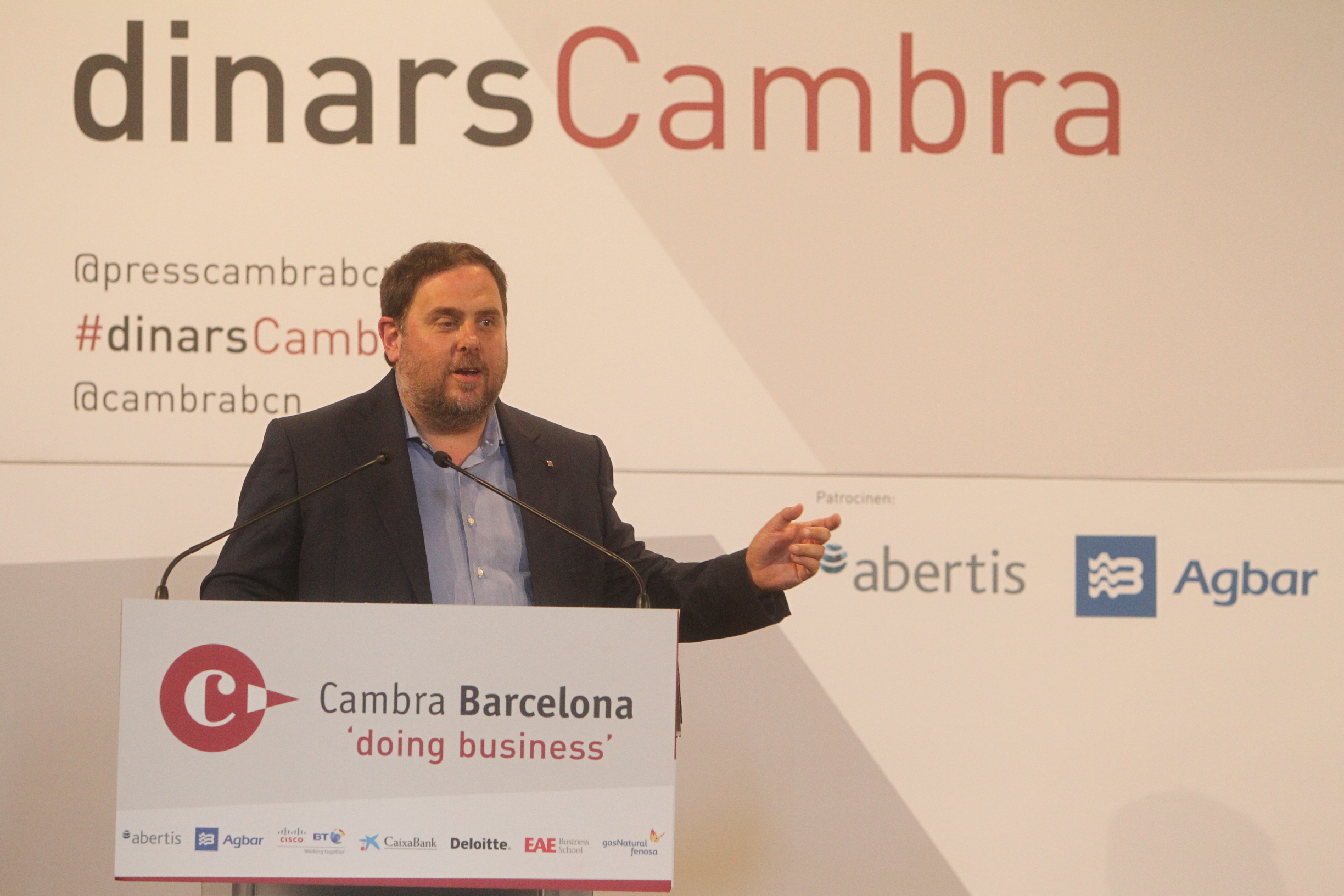
Oriol Junqueras a la Cambra de comerç de Barcelona l'any 2017.

- Candidat a president: Oriol Junqueras.
- Grup parlamentari: Els Verds/Aliança Lliure Europea (majoritàriament).

L'Aliança Lliure Europea (EFA) unia en 2019 a 48 partits de 21 països de tot el continent per la defensa del dret d'autodeterminació, els drets humans, civils i polítics, així com la diversitat cultural i lingüística. El Partit Nacional Escocès i L'Esquerra pel Dret a Decidir, on s'integrava Esquerra Republicana de Catalunya, van ser les dues principals forces del partit en el Parlament Europeu sortint.
Per a la presidència de la Comissió Europea van nomenar l'exvicepresident de la Generalitat de Catalunya Oriol Junqueras, membre d'Esquerra Republicana de Catalunya i líder de la coalició Ara Repúbliques, i pres de manera preventiva pel Referèndum d'independència de Catalunya de l'1 d'octubre de 2017. El polític, nascut a Barcelona, no va poder realitzar la campanya electoral de manera clàssica, ja que el Tribunal Suprem d'Espanya li va negar la sortida de presó tant per a la campanya europea com per a la de les eleccions generals espanyoles.

### Moviment Polític Cristià Europeu
- Candidat a president: sense candidat.
- Grup parlamentari: Grup del Partit Popular Europeu i Conservadors i Reformistes Europeus.

El Moviment Polític Cristià Europeu (MPCE) integrava en 2019 a 21 partits polítics de 18 països de la Unió Europea i la resta del continent i no va nomenar candidat a president de la Comissió Europea. La seva ideologia gira entorn del catolicisme i el conservadorisme. Els seu dos únics representants al final de la legislatura eren els dos eurodiputats de la coalició entre el Partit Polític Reformat i la Unió Cristiana dels Països Baixos.

### Aliança per la Pau i la Llibertat
- Candidat a president: sense candidat.
- Grup parlamentari: No inscrits.

L'Aliança per la Pau i la Llibertat (APL), hereva del Front Nacional Europeu, agrupa 6 partits de 6 estats membre de la Unió Europea i diversos polítics a títol individual, i no va presentar candidat a president de la Comissió Europea. La seva ideologia gira entorn de l'ultranacionalisme, l'euroescepticisme i el neonazisme. Abans de les eleccions, el Partit Nacional Demòcrata d'Alemanya era el seu únic representant amb un escó.

### Partit Pirata Europeu
- Candidat a president: sense candidat.
- Grup parlamentari: Els Verds/Aliança Lliure Europea.

El Partit Pirata Europeu (Pirates) agrupa 21 partits de 20 països del continent europeu i en aquesta ocasió, a diferència de les eleccions de 2014, no va presentar candidat a president de la Comissió Europea. La seva ideologia gira entorn dels drets humans, el dret d'accés a la informació, la democràcia directa i la transparència. Abans de les eleccions, el Partit Pirata d'Alemanya era el seu únic representant en el Parlament Europeu, amb un escó.

### Animal Politics EU
- Candidat a president: sense candidat.
- Grup parlamentari: Els Verds/Aliança Lliure Europea.

Animal Politics EU (APEU) es va formar abans de les eleccions europees i va agrupar 11 partits d'11 estats membres de la Unió Europea per la defensa dels drets dels animals i l'ecologisme. La coalició no va anunciar cap candidat a la presidència de la Comissió Europea i ja disposava d'un representant al Parlament Europeu de l'alemany Partit per la Protecció dels Drets Humans (Tierschutz).

### Altres grups rellevants

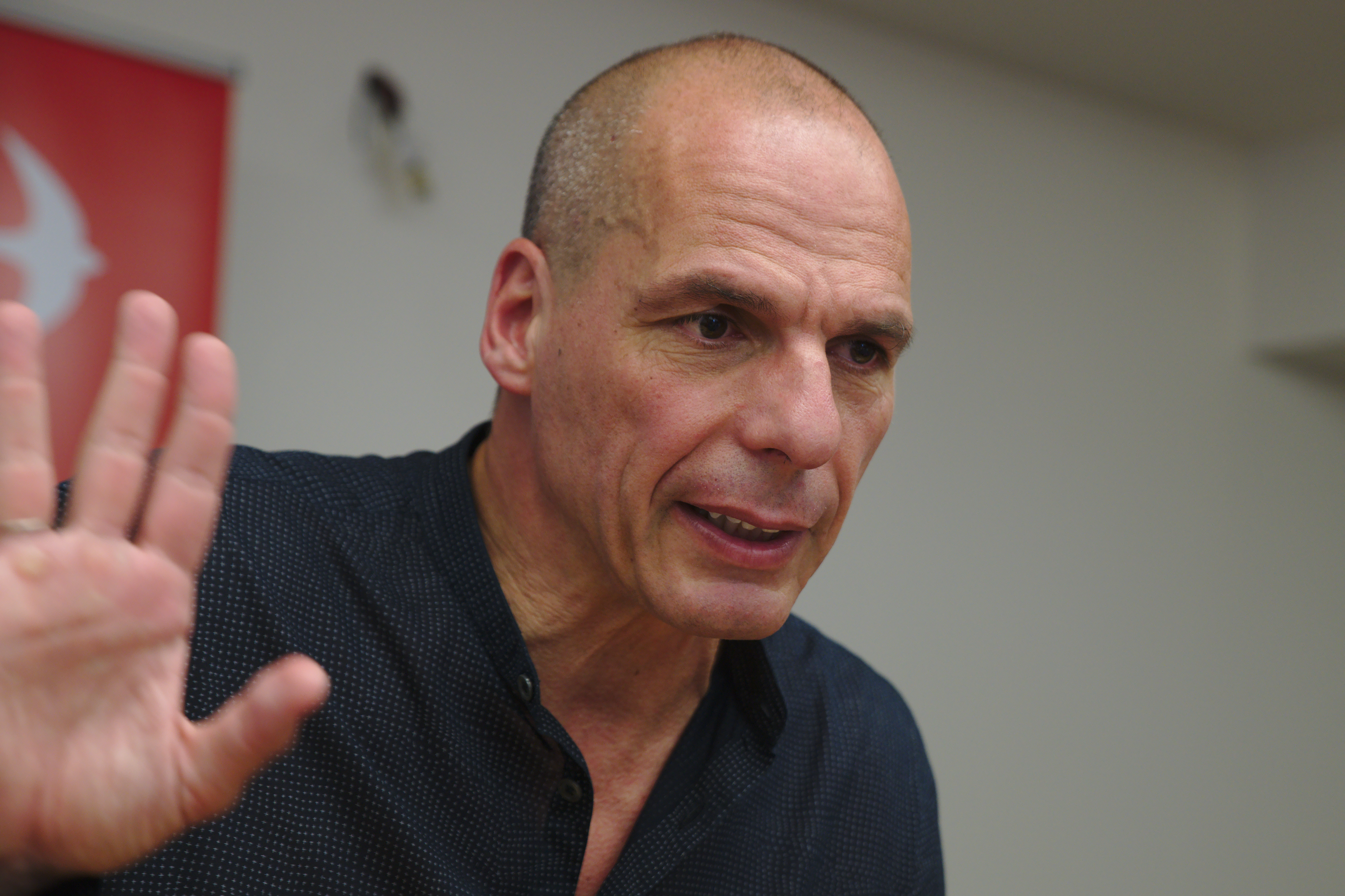
Ianis Varoufakis en una roda de premsa a Atenes en 2019.

A les eleccions es van estrenar dos moviments polítics amb intenció de presentar-se en tota la Unió Europea. D'una banda, l'exministre d'economia grec Ianis Varufakis va impulsar el Democracy in Europe Movement 2025 (DIEM25) amb l'objectiu de la democratització de les institucions europees des de l'esquerra. El partit va concórrer a les eleccions sota la marca "Primavera Europea" en la qual van participar altres partits com Actúa d'Espanya, Esquerra Unida de Polònia o Lliure de Portugal. Varoufakis va liderar la llista per Alemanya.
D'altra banda, el partit Volt Europa va néixer el març de 2017 com a resposta al Brexit apostant per un marc paneuropeu per a afrontar els desafiaments actuals i futurs en comptes del marc establert pels partits d'àmbit nacional. El partit va presentar llistes en vuit països, entre ells Alemanya, Espanya i Bèlgica, i ho va intentar en altres països on no va aconseguir presentar-se per falta de signatures, com a Àustria.

## Debats electorals

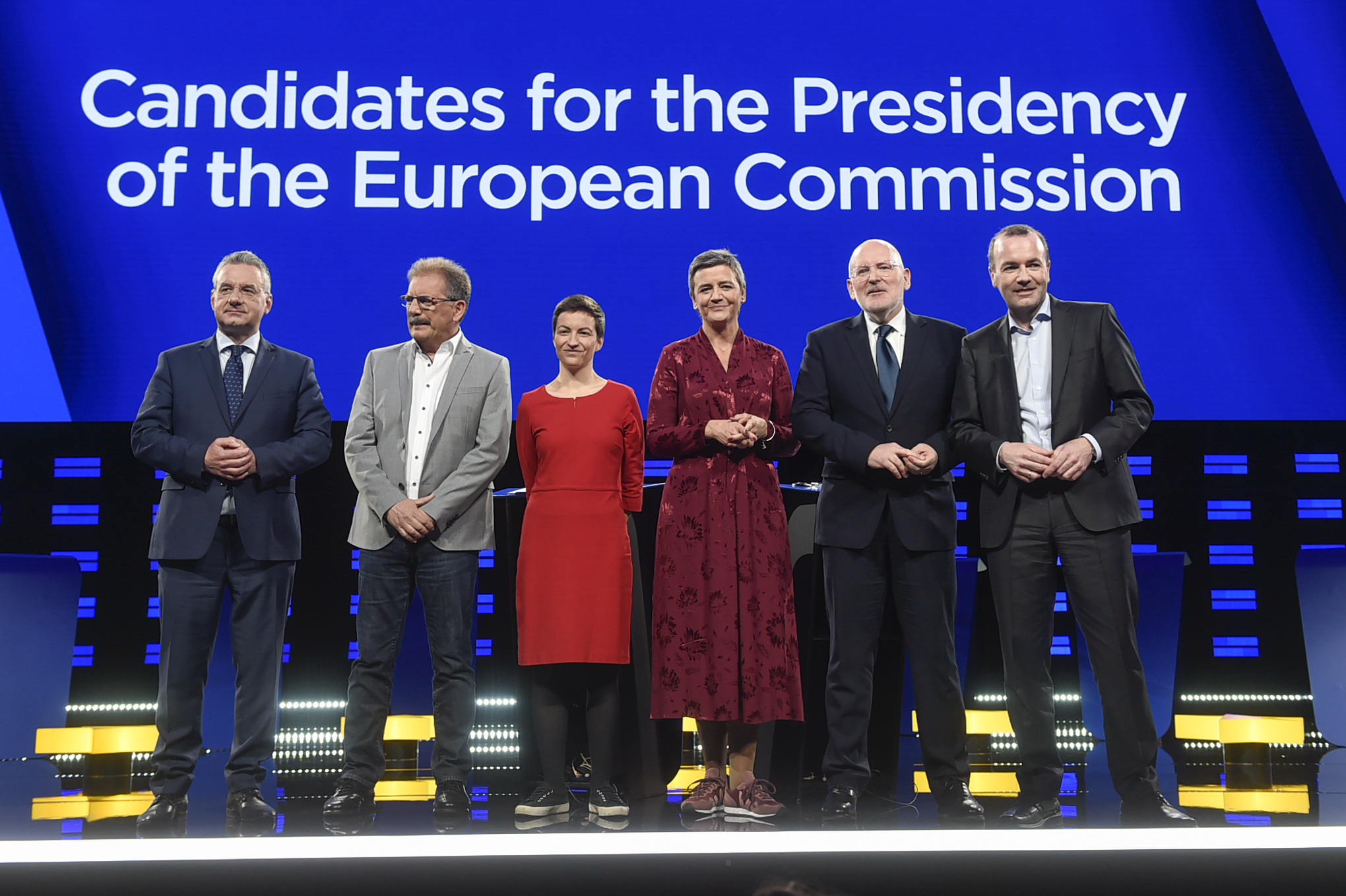
Debat dels candidats a president de la Comissió Europea organitzat per la Unió Europea de Radiodifusió.

El principal debat, i l'únic entre cinc candidats, va ser organitzat per la Unió Europea de Radiodifusió en anglès el 15 de maig de 2019 a Brussel·les i va ser emès per televisions de tot Europa. En el mateix van prendre part Manfred Weber pel Partit Popular Europeu, Frans Timmermans pel Partit dels Socialistes Europeus, Margrethe Vestager pel Partit de l'Aliança dels Liberals i Demòcrates per Europa, Ska Keller pel Partit Verd Europeu, Jan Zahradil per l'Aliança dels Conservadors i Reformistes Europeus i Nico Cué pel Partit de l'Esquerra Europea.
Si bé el debat més repetit va ser Manfred Weber i Frans Timmermans, els candidats dels dos partits majoritaris, que es va realitzar fins a 5 vegades. Els dos primers es van celebrar el 17 d'abril a Estrasburg, organitzats per France 24, el primer en francès a les 9 de la nit i el segon en anglès a les 10 de la nit. El tercer es va celebrar el 7 de maig en alemany des de Colònia per a l'ARD, el quart el 16 de maig en alemany des de Berlín per a la ZDF, i el cinquè el 21 de maig en alemany i neerlandès des de Hilversum per a NOS i NTR.
A més, es van dur a terme dos debats organitzats per diaris d'informació política. La pàgina web Politico Europe va organitzar un debat a 5, en anglès des de Maastricht entre Frans Timmermans dels Socialistes, Guy Verhofstadt dels Liberals, Bas Eickhout dels Verds, Jan Zahradil dels Conservadors i Violeta Tomić per l'Esquerra Unitària. Per acabar, el diari Financial Times, en col·laboració amb l'Institut Universitari Europeu, també va organitzar el 2 de maig en anglès des de Florència un debat amb la participació de Frans Timmermans, Guy Verhofstadt, Ska Keller i Manfred Weber.

## Resultats
Les eleccions van donar com a resultat l'entrada de més d'una trentena de nous partits, entre ells els partits d'extrema dreta Germans d'Itàlia, Vox i el Partit del Brexit del Regne Unit. També van ser beneficiats els partits animalistes, agrupats en Animal Politics EU, que van guanyar representació a Portugal i Països Baixos, el Partit Pirata Europeu, que va ser tercera força més votada a Txèquia, i Volt Europa, que va aconseguir representació a Alemanya.
Si mirem per partits, el Partit Popular Europeu va tornar a guanyar les eleccions amb 172 diputats al Parlament Europeu enfront dels 144 del Partit dels Socialistes Europeus, perdent 36 ambdós sobre les eleccions de 2014. Les baixades dels populars es concentren sobretot a Alemanya, França, Polònia, Espanya i Itàlia, que van perdre 34 escons, mentre que la dels socialistes baixen a Itàlia, Alemanya, el Regne Unit, França i Romania, on van caure 49 escons, però van compensar una part per la pujada de 8 seients a Espanya.
La tercera força en partits va ser el Partit de l'Aliança dels Liberals i Demòcrates per Europa amb 76 escons enfront dels 60 seients del Moviment Europa de les Nacions i de les Llibertats. Els liberals van pujar 30 escons, igual que el Partit Verd Europeu, que va augmentar 22 escons, l'Aliança dels Conservadors i Reformistes Europeus i el Partit Demòcrata Europeu que van guanyar 3 cadascú, mentre que el Partit de l'Esquerra Europea en va perdre 7 i l'Aliança Lliure Europea va aconseguir mantenir els seus 11 eurodiputats.
Una vegada produït el Brexit, el Partit Popular Europeu i el Partit Identitat i Democràcia, antic MELN, van ser els més beneficiats, pujant 5 i 3 escons respectivament, mentre que els més perjudicats van ser el Partit de l'Aliança dels Liberals i Demòcrates per Europa que va baixar 13 escons, el Partit dels Socialistes Europeus que va perdre 6 seients i l'Aliança Lliure Europea que va cedir 4 escons.
| Partit polític europeu                                                                      | Partit polític europeu                                                                      | Partit polític europeu                                                                      | Partit polític europeu                                           | MEP                                                              | MEP                                                              | %                                                                | Grup/s            | MEP     | MEP     | %             |
| ------------------------------------------------------------------------------------------- | ------------------------------------------------------------------------------------------- | ------------------------------------------------------------------------------------------- | ---------------------------------------------------------------- | ---------------------------------------------------------------- | ---------------------------------------------------------------- | ---------------------------------------------------------------- | ----------------- | ------- | ------- | ------------- |
|                                                                                             | Partit Popular Europeu (PPE)                                                                | Partit Popular Europeu (PPE)                                                                | Partit Popular Europeu (PPE)                                     | Partit Popular Europeu (PPE)                                     | Partit Popular Europeu (PPE)                                     | Partit Popular Europeu (PPE)                                     | PPE               | 172 177 | 36 · 31 | 22,90% 25,11% |
| Unió Demòcrata Cristiana (CDU)                                                              | Unió Demòcrata Cristiana (CDU)                                                              | Unió Demòcrata Cristiana (CDU)                                                              | 23                                                               | 6                                                                | 3,06%                                                            |                                                                  | PPE               | 172 177 | 36 · 31 | 22,90% 25,11% |
| Partido Popular (PP)                                                                        | Partido Popular (PP)                                                                        | Partido Popular (PP)                                                                        | 12 +1                                                            | 4                                                                | 1,60%                                                            |                                                                  | PPE               | 172 177 | 36 · 31 | 22,90% 25,11% |
| Fidesz - Unió Cívica Hongaresa [en coalició amb el Partit Popular Demòcrata Cristià]        | Fidesz - Unió Cívica Hongaresa [en coalició amb el Partit Popular Demòcrata Cristià]        | Fidesz - Unió Cívica Hongaresa [en coalició amb el Partit Popular Demòcrata Cristià]        | 12                                                               | 1                                                                | 1,60%                                                            |                                                                  | PPE               | 172 177 | 36 · 31 | 22,90% 25,11% |
| Plataforma Cívica (PO) [a la Coalició Europea (KE)]                                         | Plataforma Cívica (PO) [a la Coalició Europea (KE)]                                         | Plataforma Cívica (PO) [a la Coalició Europea (KE)]                                         | 12                                                               | 3                                                                | 1,86%                                                            |                                                                  | PPE               | 172 177 | 36 · 31 | 22,90% 25,11% |
| Partit Nacional Liberal (PNL)                                                               | Partit Nacional Liberal (PNL)                                                               | Partit Nacional Liberal (PNL)                                                               | 10                                                               | 4                                                                | 1,33%                                                            |                                                                  | PPE               | 172 177 | 36 · 31 | 22,90% 25,11% |
| Nova Democràcia (ND)                                                                        | Nova Democràcia (ND)                                                                        | Nova Democràcia (ND)                                                                        | 8                                                                | 3                                                                | 1,07%                                                            |                                                                  | PPE               | 172 177 | 36 · 31 | 22,90% 25,11% |
| Partit Popular d'Àustria (ÖVP)                                                              | Partit Popular d'Àustria (ÖVP)                                                              | Partit Popular d'Àustria (ÖVP)                                                              | 7                                                                | 2                                                                | 0,93%                                                            |                                                                  | PPE               | 172 177 | 36 · 31 | 22,90% 25,11% |
| Els Republicans (LR) [dins la coalició Unió de la dreta i el centre]                        | Els Republicans (LR) [dins la coalició Unió de la dreta i el centre]                        | Els Republicans (LR) [dins la coalició Unió de la dreta i el centre]                        | 7                                                                | 13                                                               | 1,07%                                                            |                                                                  | PPE               | 172 177 | 36 · 31 | 22,90% 25,11% |
| Unió Social Cristiana de Baviera (CSU)                                                      | Unió Social Cristiana de Baviera (CSU)                                                      | Unió Social Cristiana de Baviera (CSU)                                                      | 6                                                                | 1                                                                | 0,80%                                                            |                                                                  | PPE               | 172 177 | 36 · 31 | 22,90% 25,11% |
| Ciutadans pel Desenvolupament Europeu de Bulgària - Unió de Forces Democràtiques (GERB-SDS) | Ciutadans pel Desenvolupament Europeu de Bulgària - Unió de Forces Democràtiques (GERB-SDS) | Ciutadans pel Desenvolupament Europeu de Bulgària - Unió de Forces Democràtiques (GERB-SDS) | 6                                                                | =                                                                | 0,80%                                                            |                                                                  | PPE               | 172 177 | 36 · 31 | 22,90% 25,11% |
| Força Itàlia (FI)                                                                           | Força Itàlia (FI)                                                                           | Força Itàlia (FI)                                                                           | 6 +1                                                             | 7                                                                | 0,80%                                                            |                                                                  | PPE               | 172 177 | 36 · 31 | 22,90% 25,11% |
| Partit Socialdemòcrata (PSD)                                                                | Partit Socialdemòcrata (PSD)                                                                | Partit Socialdemòcrata (PSD)                                                                | 6                                                                | =                                                                | 0,80%                                                            |                                                                  | PPE               | 172 177 | 36 · 31 | 22,90% 25,11% |
| Unió Democràtica Croata (HDZ)                                                               | Unió Democràtica Croata (HDZ)                                                               | Unió Democràtica Croata (HDZ)                                                               | 4                                                                | =                                                                | 0,53%                                                            |                                                                  | PPE               | 172 177 | 36 · 31 | 22,90% 25,11% |
| Fine Gael (FG)                                                                              | Fine Gael (FG)                                                                              | Fine Gael (FG)                                                                              | 4 +1                                                             | =                                                                | 0,53%                                                            |                                                                  | PPE               | 172 177 | 36 · 31 | 22,90% 25,11% |
| Crida Demòcrata Cristiana (CDA)                                                             | Crida Demòcrata Cristiana (CDA)                                                             | Crida Demòcrata Cristiana (CDA)                                                             | 4                                                                | 1                                                                | 0,53%                                                            |                                                                  | PPE               | 172 177 | 36 · 31 | 22,90% 25,11% |
| Partit Moderat (M)                                                                          | Partit Moderat (M)                                                                          | Partit Moderat (M)                                                                          | 4                                                                | 1                                                                | 0,53%                                                            |                                                                  | PPE               | 172 177 | 36 · 31 | 22,90% 25,11% |
| Partit Democràtic Eslovè-Partit Popular Eslovè (SDS-SLS)                                    | Partit Democràtic Eslovè-Partit Popular Eslovè (SDS-SLS)                                    | Partit Democràtic Eslovè-Partit Popular Eslovè (SDS-SLS)                                    | 3                                                                | 1                                                                | 0,40%                                                            |                                                                  | PPE               | 172 177 | 36 · 31 | 22,90% 25,11% |
| Partit de la Coalició Nacional (KOK)                                                        | Partit de la Coalició Nacional (KOK)                                                        | Partit de la Coalició Nacional (KOK)                                                        | 3                                                                | 1                                                                | 0,40%                                                            |                                                                  | PPE               | 172 177 | 36 · 31 | 22,90% 25,11% |
| Unió Patriòtica - Democristians Lituans (TS-LKD)                                            | Unió Patriòtica - Democristians Lituans (TS-LKD)                                            | Unió Patriòtica - Democristians Lituans (TS-LKD)                                            | 3                                                                | 1                                                                | 0,40%                                                            |                                                                  | PPE               | 172 177 | 36 · 31 | 22,90% 25,11% |
| Partit Popular Polonès (PSL) [a la Coalición Europea (KE)]                                  | Partit Popular Polonès (PSL) [a la Coalición Europea (KE)]                                  | Partit Popular Polonès (PSL) [a la Coalición Europea (KE)]                                  | 3                                                                | 1                                                                | 0,40%                                                            |                                                                  | PPE               | 172 177 | 36 · 31 | 22,90% 25,11% |
| Cristià Democràtic i Flamenc (CD&V)                                                         | Cristià Democràtic i Flamenc (CD&V)                                                         | Cristià Democràtic i Flamenc (CD&V)                                                         | 2                                                                | =                                                                | 0,27%                                                            |                                                                  | PPE               | 172 177 | 36 · 31 | 22,90% 25,11% |
| Nova Unitat (V)                                                                             | Nova Unitat (V)                                                                             | Nova Unitat (V)                                                                             | 2                                                                | 2                                                                | 0,27%                                                            |                                                                  | PPE               | 172 177 | 36 · 31 | 22,90% 25,11% |
| Partit Popular Social Cristià (CSV)                                                         | Partit Popular Social Cristià (CSV)                                                         | Partit Popular Social Cristià (CSV)                                                         | 2                                                                | 1                                                                | 0,27%                                                            |                                                                  | PPE               | 172 177 | 36 · 31 | 22,90% 25,11% |
| Partit Nacionalista (PN)                                                                    | Partit Nacionalista (PN)                                                                    | Partit Nacionalista (PN)                                                                    | 2                                                                | 1                                                                | 0,27%                                                            |                                                                  | PPE               | 172 177 | 36 · 31 | 22,90% 25,11% |
| Partit del Moviment Popular (PMP)                                                           | Partit del Moviment Popular (PMP)                                                           | Partit del Moviment Popular (PMP)                                                           | 2                                                                | =                                                                | 0,27%                                                            |                                                                  | PPE               | 172 177 | 36 · 31 | 22,90% 25,11% |
| Unió Democràtica dels Hongaresos de Romania (RMDSZ/UDMR)                                    | Unió Democràtica dels Hongaresos de Romania (RMDSZ/UDMR)                                    | Unió Democràtica dels Hongaresos de Romania (RMDSZ/UDMR)                                    | 2                                                                | =                                                                | 0,27%                                                            |                                                                  | PPE               | 172 177 | 36 · 31 | 22,90% 25,11% |
| Demòcrata-Cristians (K)                                                                     | Demòcrata-Cristians (K)                                                                     | Demòcrata-Cristians (K)                                                                     | 2                                                                | 1                                                                | 0,27%                                                            |                                                                  | PPE               | 172 177 | 36 · 31 | 22,90% 25,11% |
| TOP 09 [en coalició amb Batlles i Independents (STAN)]                                      | TOP 09 [en coalició amb Batlles i Independents (STAN)]                                      | TOP 09 [en coalició amb Batlles i Independents (STAN)]                                      | 2                                                                | 2                                                                | 0,27%                                                            |                                                                  | PPE               | 172 177 | 36 · 31 | 22,90% 25,11% |
| Unió Democristiana–Partit Popular Txecoslovac (KDU–ČSL)                                     | Unió Democristiana–Partit Popular Txecoslovac (KDU–ČSL)                                     | Unió Democristiana–Partit Popular Txecoslovac (KDU–ČSL)                                     | 2                                                                | 1                                                                | 0,27%                                                            |                                                                  | PPE               | 172 177 | 36 · 31 | 22,90% 25,11% |
| Reagrupament Democràtic (DISY)                                                              | Reagrupament Democràtic (DISY)                                                              | Reagrupament Democràtic (DISY)                                                              | 2                                                                | =                                                                | 0,27%                                                            |                                                                  | PPE               | 172 177 | 36 · 31 | 22,90% 25,11% |
| Centre Demòcrata Humanista (cdH)                                                            | Centre Demòcrata Humanista (cdH)                                                            | Centre Demòcrata Humanista (cdH)                                                            | 1                                                                | =                                                                | 0,13%                                                            |                                                                  | PPE               | 172 177 | 36 · 31 | 22,90% 25,11% |
| Partit Social-Cristià (CSP)                                                                 | Partit Social-Cristià (CSP)                                                                 | Partit Social-Cristià (CSP)                                                                 | 1                                                                | =                                                                | 0,13%                                                            |                                                                  | PPE               | 172 177 | 36 · 31 | 22,90% 25,11% |
| Bulgària Democràtica (BD)                                                                   | Bulgària Democràtica (BD)                                                                   | Bulgària Democràtica (BD)                                                                   | 1                                                                | 1                                                                | 0,13%                                                            |                                                                  | PPE               | 172 177 | 36 · 31 | 22,90% 25,11% |
| Partit Popular Conservador (C)                                                              | Partit Popular Conservador (C)                                                              | Partit Popular Conservador (C)                                                              | 1                                                                | =                                                                | 0,13%                                                            |                                                                  | PPE               | 172 177 | 36 · 31 | 22,90% 25,11% |
| Moviment Democràtic Cristià (KDH)                                                           | Moviment Democràtic Cristià (KDH)                                                           | Moviment Democràtic Cristià (KDH)                                                           | 1 +1                                                             | 1                                                                | 0,27%                                                            |                                                                  | PPE               | 172 177 | 36 · 31 | 22,90% 25,11% |
| Nova Eslovènia (NSi)                                                                        | Nova Eslovènia (NSi)                                                                        | Nova Eslovènia (NSi)                                                                        | 1                                                                | =                                                                | 0,13%                                                            |                                                                  | PPE               | 172 177 | 36 · 31 | 22,90% 25,11% |
| Isamaa (I)                                                                                  | Isamaa (I)                                                                                  | Isamaa (I)                                                                                  | 0 +1                                                             | 1                                                                | 0,00%                                                            |                                                                  | PPE               | 172 177 | 36 · 31 | 22,90% 25,11% |
| Partit Popular Demòcrata Cristià [en coalició amb Fidesz - Unió Cívica Hongaresa]           | Partit Popular Demòcrata Cristià [en coalició amb Fidesz - Unió Cívica Hongaresa]           | Partit Popular Demòcrata Cristià [en coalició amb Fidesz - Unió Cívica Hongaresa]           | 1                                                                | =                                                                | 0,13%                                                            |                                                                  | PPE               | 172 177 | 36 · 31 | 22,90% 25,11% |
| Partit Popular del Tirol del Sud (SVP) -observador-                                         | Partit Popular del Tirol del Sud (SVP) -observador-                                         | Partit Popular del Tirol del Sud (SVP) -observador-                                         | 1                                                                | =                                                                | 0,13%                                                            |                                                                  | PPE               | 172 177 | 36 · 31 | 22,90% 25,11% |
| Centre Democràtic Social / Partit Popular (CDS-PP)                                          | Centre Democràtic Social / Partit Popular (CDS-PP)                                          | Centre Democràtic Social / Partit Popular (CDS-PP)                                          | 1                                                                | =                                                                | 0,13%                                                            |                                                                  | PPE               | 172 177 | 36 · 31 | 22,90% 25,11% |
|                                                                                             | Partit dels Socialistes Europeus (PSE)                                                      | Partit dels Socialistes Europeus (PSE)                                                      | Partit dels Socialistes Europeus (PSE)                           | Partit dels Socialistes Europeus (PSE)                           | Partit dels Socialistes Europeus (PSE)                           | Partit dels Socialistes Europeus (PSE)                           | S&D               | 144 138 | 36 · 42 | 19,17% 19,57% |
| Partit Socialista Obrer Espanyol (PSOE)                                                     | Partit Socialista Obrer Espanyol (PSOE)                                                     | Partit Socialista Obrer Espanyol (PSOE)                                                     | 20 +1                                                            | 6                                                                | 2,66%                                                            |                                                                  | S&D               | 144 138 | 36 · 42 | 19,17% 19,57% |
| Partit Democràtic (PD)                                                                      | Partit Democràtic (PD)                                                                      | Partit Democràtic (PD)                                                                      | 19                                                               | 12                                                               | 2,53%                                                            |                                                                  | S&D               | 144 138 | 36 · 42 | 19,17% 19,57% |
| Partit Socialdemòcrata d'Alemanya (SPD)                                                     | Partit Socialdemòcrata d'Alemanya (SPD)                                                     | Partit Socialdemòcrata d'Alemanya (SPD)                                                     | 16                                                               | 11                                                               | 2,13%                                                            |                                                                  | S&D               | 144 138 | 36 · 42 | 19,17% 19,57% |
| Partit Laborista                                                                            | Partit Laborista                                                                            | Partit Laborista                                                                            | 10                                                               | 10                                                               | 1,33%                                                            |                                                                  | S&D               | 144 138 | 36 · 42 | 19,17% 19,57% |
| Partit Socialista (PS)                                                                      | Partit Socialista (PS)                                                                      | Partit Socialista (PS)                                                                      | 9                                                                | 1                                                                | 1,20%                                                            |                                                                  | S&D               | 144 138 | 36 · 42 | 19,17% 19,57% |
| Partit Socialdemòcrata (PSD)                                                                | Partit Socialdemòcrata (PSD)                                                                | Partit Socialdemòcrata (PSD)                                                                | 8 +1                                                             | 8                                                                | 1,07%                                                            |                                                                  | S&D               | 144 138 | 36 · 42 | 19,17% 19,57% |
| Partit del Treball (PvdA)                                                                   | Partit del Treball (PvdA)                                                                   | Partit del Treball (PvdA)                                                                   | 6                                                                | 3                                                                | 0,80%                                                            |                                                                  | S&D               | 144 138 | 36 · 42 | 19,17% 19,57% |
| Partit Socialdemòcrata d'Àustria (SPÖ)                                                      | Partit Socialdemòcrata d'Àustria (SPÖ)                                                      | Partit Socialdemòcrata d'Àustria (SPÖ)                                                      | 5                                                                | =                                                                | 0,67%                                                            |                                                                  | S&D               | 144 138 | 36 · 42 | 19,17% 19,57% |
| Partit Socialista Búlgar (BSP)                                                              | Partit Socialista Búlgar (BSP)                                                              | Partit Socialista Búlgar (BSP)                                                              | 5                                                                | 1                                                                | 0,67%                                                            |                                                                  | S&D               | 144 138 | 36 · 42 | 19,17% 19,57% |
| Partit Socialista (PS)                                                                      | Partit Socialista (PS)                                                                      | Partit Socialista (PS)                                                                      | 5 +1                                                             | 8                                                                | 0,67%                                                            |                                                                  | S&D               | 144 138 | 36 · 42 | 19,17% 19,57% |
| Aliança de l'Esquerra Democràtica (SLD) [a la Coalició Europea (KE)]                        | Aliança de l'Esquerra Democràtica (SLD) [a la Coalició Europea (KE)]                        | Aliança de l'Esquerra Democràtica (SLD) [a la Coalició Europea (KE)]                        | 5                                                                | =                                                                | 0,67%                                                            |                                                                  | S&D               | 144 138 | 36 · 42 | 19,17% 19,57% |
| Partit Socialdemòcrata de Suècia (SAP)                                                      | Partit Socialdemòcrata de Suècia (SAP)                                                      | Partit Socialdemòcrata de Suècia (SAP)                                                      | 5                                                                | =                                                                | 0,67%                                                            |                                                                  | S&D               | 144 138 | 36 · 42 | 19,17% 19,57% |
| Partit Laborista (PLM)                                                                      | Partit Laborista (PLM)                                                                      | Partit Laborista (PLM)                                                                      | 4                                                                | 1                                                                | 0,53%                                                            |                                                                  | S&D               | 144 138 | 36 · 42 | 19,17% 19,57% |
| Partit Socialista (PS)                                                                      | Partit Socialista (PS)                                                                      | Partit Socialista (PS)                                                                      | 2                                                                | 1                                                                | 0,27%                                                            |                                                                  | S&D               | 144 138 | 36 · 42 | 19,17% 19,57% |
| Partit Socialdemòcrata de Croàcia (SDP)                                                     | Partit Socialdemòcrata de Croàcia (SDP)                                                     | Partit Socialdemòcrata de Croàcia (SDP)                                                     | 3 +1                                                             | 1                                                                | 0,40%                                                            |                                                                  | S&D               | 144 138 | 36 · 42 | 19,17% 19,57% |
| Socialdemòcrates (A)                                                                        | Socialdemòcrates (A)                                                                        | Socialdemòcrates (A)                                                                        | 3                                                                | =                                                                | 0,40%                                                            |                                                                  | S&D               | 144 138 | 36 · 42 | 19,17% 19,57% |
| Direcció - Socialdemocràcia (SMER)                                                          | Direcció - Socialdemocràcia (SMER)                                                          | Direcció - Socialdemocràcia (SMER)                                                          | 3                                                                | 1                                                                | 0,40%                                                            |                                                                  | S&D               | 144 138 | 36 · 42 | 19,17% 19,57% |
| Socialdemòcrates (SD)                                                                       | Socialdemòcrates (SD)                                                                       | Socialdemòcrates (SD)                                                                       | 2                                                                | 1                                                                | 0,27%                                                            |                                                                  | S&D               | 144 138 | 36 · 42 | 19,17% 19,57% |
| Partit Socialdemòcrata (SDE)                                                                | Partit Socialdemòcrata (SDE)                                                                | Partit Socialdemòcrata (SDE)                                                                | 2                                                                | 1                                                                | 0,27%                                                            |                                                                  | S&D               | 144 138 | 36 · 42 | 19,17% 19,57% |
| Partit Socialdemòcrata de Finlàndia (SDP)                                                   | Partit Socialdemòcrata de Finlàndia (SDP)                                                   | Partit Socialdemòcrata de Finlàndia (SDP)                                                   | 2                                                                | =                                                                | 0,27%                                                            |                                                                  | S&D               | 144 138 | 36 · 42 | 19,17% 19,57% |
| Moviment pel Canvi (KINAL)                                                                  | Moviment pel Canvi (KINAL)                                                                  | Moviment pel Canvi (KINAL)                                                                  | 2                                                                | =                                                                | 0,27%                                                            |                                                                  | S&D               | 144 138 | 36 · 42 | 19,17% 19,57% |
| Partit Socialdemòcrata «Harmonia» (SDP) -observador-                                        | Partit Socialdemòcrata «Harmonia» (SDP) -observador-                                        | Partit Socialdemòcrata «Harmonia» (SDP) -observador-                                        | 2                                                                | 1                                                                | 0,27%                                                            |                                                                  | S&D               | 144 138 | 36 · 42 | 19,17% 19,57% |
| Partit Socialdemòcrata de Lituània (LSDP)                                                   | Partit Socialdemòcrata de Lituània (LSDP)                                                   | Partit Socialdemòcrata de Lituània (LSDP)                                                   | 2                                                                | =                                                                | 0,27%                                                            |                                                                  | S&D               | 144 138 | 36 · 42 | 19,17% 19,57% |
| Partit Socialista Diferent (sp.a)                                                           | Partit Socialista Diferent (sp.a)                                                           | Partit Socialista Diferent (sp.a)                                                           | 1                                                                | =                                                                | 0,13%                                                            |                                                                  | S&D               | 144 138 | 36 · 42 | 19,17% 19,57% |
| Partit Socialista Hongarès (MSZP)                                                           | Partit Socialista Hongarès (MSZP)                                                           | Partit Socialista Hongarès (MSZP)                                                           | 1                                                                | 1                                                                | 0,13%                                                            |                                                                  | S&D               | 144 138 | 36 · 42 | 19,17% 19,57% |
| Partit Socialista dels Treballadors (LSAP)                                                  | Partit Socialista dels Treballadors (LSAP)                                                  | Partit Socialista dels Treballadors (LSAP)                                                  | 1                                                                | =                                                                | 0,13%                                                            |                                                                  | S&D               | 144 138 | 36 · 42 | 19,17% 19,57% |
| Moviment per la Socialdemocràcia (EDEK)                                                     | Moviment per la Socialdemocràcia (EDEK)                                                     | Moviment per la Socialdemocràcia (EDEK)                                                     | 1                                                                | =                                                                | 0,13%                                                            |                                                                  | S&D               | 144 138 | 36 · 42 | 19,17% 19,57% |
|                                                                                             | Partit de l'Aliança dels Liberals i Demòcrates per Europa (ALDE)                            | Partit de l'Aliança dels Liberals i Demòcrates per Europa (ALDE)                            | Partit de l'Aliança dels Liberals i Demòcrates per Europa (ALDE) | Partit de l'Aliança dels Liberals i Demòcrates per Europa (ALDE) | Partit de l'Aliança dels Liberals i Demòcrates per Europa (ALDE) | Partit de l'Aliança dels Liberals i Demòcrates per Europa (ALDE) | RE CRE            | 76 63   | 30 · 19 | 10,12% 8,93%  |
| Liberal Demòcrates (LibDem)                                                                 | Liberal Demòcrates (LibDem)                                                                 | Liberal Demòcrates (LibDem)                                                                 | 16                                                               | 15                                                               | 2,13%                                                            |                                                                  | RE CRE            | 76 63   | 30 · 19 | 10,12% 8,93%  |
| Ciutadans - Partit de la Ciutadania (Cs)                                                    | Ciutadans - Partit de la Ciutadania (Cs)                                                    | Ciutadans - Partit de la Ciutadania (Cs)                                                    | 7 +1                                                             | 5                                                                | 0,93%                                                            |                                                                  | RE CRE            | 76 63   | 30 · 19 | 10,12% 8,93%  |
| ANO 2011 (ANO)                                                                              | ANO 2011 (ANO)                                                                              | ANO 2011 (ANO)                                                                              | 6                                                                | 2                                                                | 0,80%                                                            |                                                                  | RE CRE            | 76 63   | 30 · 19 | 10,12% 8,93%  |
| Partit Democràtic Lliure (FDP)                                                              | Partit Democràtic Lliure (FDP)                                                              | Partit Democràtic Lliure (FDP)                                                              | 5                                                                | 2                                                                | 0,67%                                                            |                                                                  | RE CRE            | 76 63   | 30 · 19 | 10,12% 8,93%  |
| Partit Popular per la Llibertat i la Democràcia (VVD)                                       | Partit Popular per la Llibertat i la Democràcia (VVD)                                       | Partit Popular per la Llibertat i la Democràcia (VVD)                                       | 4 +1                                                             | 1                                                                | 0,53%                                                            |                                                                  | RE CRE            | 76 63   | 30 · 19 | 10,12% 8,93%  |
| Moviment pels Drets i les Llibertats (DPS)                                                  | Moviment pels Drets i les Llibertats (DPS)                                                  | Moviment pels Drets i les Llibertats (DPS)                                                  | 3                                                                | 1                                                                | 0,40%                                                            |                                                                  | RE CRE            | 76 63   | 30 · 19 | 10,12% 8,93%  |
| Esquerra, Partit Liberal de Dinamarca (Venstre)                                             | Esquerra, Partit Liberal de Dinamarca (Venstre)                                             | Esquerra, Partit Liberal de Dinamarca (Venstre)                                             | 3 +1                                                             | 1                                                                | 0,40%                                                            |                                                                  | RE CRE            | 76 63   | 30 · 19 | 10,12% 8,93%  |
| Moviment Reformador (MR)                                                                    | Moviment Reformador (MR)                                                                    | Moviment Reformador (MR)                                                                    | 2                                                                | =                                                                | 0,27%                                                            |                                                                  | RE CRE            | 76 63   | 30 · 19 | 10,12% 8,93%  |
| Liberals i Demòcrates Flamencs (Open VLD)                                                   | Liberals i Demòcrates Flamencs (Open VLD)                                                   | Liberals i Demòcrates Flamencs (Open VLD)                                                   | 2                                                                | 1                                                                | 0,27%                                                            |                                                                  | RE CRE            | 76 63   | 30 · 19 | 10,12% 8,93%  |
| Partit Socioliberal Danés (Radikale Venstre)                                                | Partit Socioliberal Danés (Radikale Venstre)                                                | Partit Socioliberal Danés (Radikale Venstre)                                                | 2                                                                | 1                                                                | 0,27%                                                            |                                                                  | RE CRE            | 76 63   | 30 · 19 | 10,12% 8,93%  |
| Eslovàquia Progressista (PS)                                                                | Eslovàquia Progressista (PS)                                                                | Eslovàquia Progressista (PS)                                                                | 2                                                                | 2                                                                | 0,27%                                                            |                                                                  | RE CRE            | 76 63   | 30 · 19 | 10,12% 8,93%  |
| Llista de Marjan Šarec (LMŠ)                                                                | Llista de Marjan Šarec (LMŠ)                                                                | Llista de Marjan Šarec (LMŠ)                                                                | 2                                                                | 2                                                                | 0,27%                                                            |                                                                  | RE CRE            | 76 63   | 30 · 19 | 10,12% 8,93%  |
| Partit Reformista Estonià (ER)                                                              | Partit Reformista Estonià (ER)                                                              | Partit Reformista Estonià (ER)                                                              | 2                                                                | =                                                                | 0,27%                                                            |                                                                  | RE CRE            | 76 63   | 30 · 19 | 10,12% 8,93%  |
| Partit del Centre (KESK)                                                                    | Partit del Centre (KESK)                                                                    | Partit del Centre (KESK)                                                                    | 2                                                                | 1                                                                | 0,27%                                                            |                                                                  | RE CRE            | 76 63   | 30 · 19 | 10,12% 8,93%  |
| Moviment Momentum (Momentum)                                                                | Moviment Momentum (Momentum)                                                                | Moviment Momentum (Momentum)                                                                | 2                                                                | 2                                                                | 0,27%                                                            |                                                                  | RE CRE            | 76 63   | 30 · 19 | 10,12% 8,93%  |
| Partit Democràtic (DP)                                                                      | Partit Democràtic (DP)                                                                      | Partit Democràtic (DP)                                                                      | 2                                                                | 1                                                                | 0,27%                                                            |                                                                  | RE CRE            | 76 63   | 30 · 19 | 10,12% 8,93%  |
| Demòcrates 66 (D66)                                                                         | Demòcrates 66 (D66)                                                                         | Demòcrates 66 (D66)                                                                         | 2                                                                | 2                                                                | 0,27%                                                            |                                                                  | RE CRE            | 76 63   | 30 · 19 | 10,12% 8,93%  |
| Partit de Centre (C)                                                                        | Partit de Centre (C)                                                                        | Partit de Centre (C)                                                                        | 2                                                                | 1                                                                | 0,27%                                                            |                                                                  | RE CRE            | 76 63   | 30 · 19 | 10,12% 8,93%  |
| NEOS - La Nova Austria i Fòrum Liberal                                                      | NEOS - La Nova Austria i Fòrum Liberal                                                      | NEOS - La Nova Austria i Fòrum Liberal                                                      | 1                                                                | =                                                                | 0,13%                                                            |                                                                  | RE CRE            | 76 63   | 30 · 19 | 10,12% 8,93%  |
| Assemblea Democràtica Istriana (ID) [a la Coalició Amsterdam]                               | Assemblea Democràtica Istriana (ID) [a la Coalició Amsterdam]                               | Assemblea Democràtica Istriana (ID) [a la Coalició Amsterdam]                               | 1                                                                | =                                                                | 0,13%                                                            |                                                                  | RE CRE            | 76 63   | 30 · 19 | 10,12% 8,93%  |
| Partit del Centre Estonià (Kesk)                                                            | Partit del Centre Estonià (Kesk)                                                            | Partit del Centre Estonià (Kesk)                                                            | 1                                                                | =                                                                | 0,13%                                                            |                                                                  | RE CRE            | 76 63   | 30 · 19 | 10,12% 8,93%  |
| Partit Popular Suec (SFP)                                                                   | Partit Popular Suec (SFP)                                                                   | Partit Popular Suec (SFP)                                                                   | 1                                                                | =                                                                | 0,13%                                                            |                                                                  | RE CRE            | 76 63   | 30 · 19 | 10,12% 8,93%  |
| Fianna Fáil (FF)                                                                            | Fianna Fáil (FF)                                                                            | Fianna Fáil (FF)                                                                            | 1 +1                                                             | =                                                                | 0,13%                                                            |                                                                  | RE CRE            | 76 63   | 30 · 19 | 10,12% 8,93%  |
| Desenvolupament/Per! (AP!)                                                                  | Desenvolupament/Per! (AP!)                                                                  | Desenvolupament/Per! (AP!)                                                                  | 1                                                                | 1                                                                | 0,13%                                                            |                                                                  | RE CRE            | 76 63   | 30 · 19 | 10,12% 8,93%  |
| Partit del Treball (DP)                                                                     | Partit del Treball (DP)                                                                     | Partit del Treball (DP)                                                                     | 1                                                                | =                                                                | 0,13%                                                            |                                                                  | RE CRE            | 76 63   | 30 · 19 | 10,12% 8,93%  |
| Moviment Liberal (LRLS)                                                                     | Moviment Liberal (LRLS)                                                                     | Moviment Liberal (LRLS)                                                                     | 1                                                                | 1                                                                | 0,13%                                                            |                                                                  | RE CRE            | 76 63   | 30 · 19 | 10,12% 8,93%  |
| Partit de l'Aliança d'Irlanda del Nord                                                      | Partit de l'Aliança d'Irlanda del Nord                                                      | Partit de l'Aliança d'Irlanda del Nord                                                      | 1                                                                | 1                                                                | 0,13%                                                            |                                                                  | RE CRE            | 76 63   | 30 · 19 | 10,12% 8,93%  |
| Liberals (FL)                                                                               | Liberals (FL)                                                                               | Liberals (FL)                                                                               | 1                                                                | 1                                                                | 0,13%                                                            |                                                                  | RE CRE            | 76 63   | 30 · 19 | 10,12% 8,93%  |
|                                                                                             | Moviment Europa de les Nacions i de les Llibertats (MENL)                                   | Moviment Europa de les Nacions i de les Llibertats (MENL)                                   | Moviment Europa de les Nacions i de les Llibertats (MENL)        | Moviment Europa de les Nacions i de les Llibertats (MENL)        | Moviment Europa de les Nacions i de les Llibertats (MENL)        | Moviment Europa de les Nacions i de les Llibertats (MENL)        | ID                | 60 63   |         | 7,99% 8,94%   |
| Lliga (Lega)                                                                                | Lliga (Lega)                                                                                | Lliga (Lega)                                                                                | 28 +1                                                            | 23                                                               | 2,80%                                                            |                                                                  | ID                | 60 63   |         | 7,99% 8,94%   |
| Reagrupament Nacional (RN)                                                                  | Reagrupament Nacional (RN)                                                                  | Reagrupament Nacional (RN)                                                                  | 22 +1                                                            | 2                                                                | 2,93%                                                            |                                                                  | ID                | 60 63   |         | 7,99% 8,94%   |
| Partit de la Llibertat d'Àustria (FPÖ)                                                      | Partit de la Llibertat d'Àustria (FPÖ)                                                      | Partit de la Llibertat d'Àustria (FPÖ)                                                      | 3                                                                | 1                                                                | 0,40%                                                            |                                                                  | ID                | 60 63   |         | 7,99% 8,94%   |
| Interès Flamenc (VB)                                                                        | Interès Flamenc (VB)                                                                        | Interès Flamenc (VB)                                                                        | 3                                                                | 2                                                                | 0,40%                                                            |                                                                  | ID                | 60 63   |         | 7,99% 8,94%   |
| Llibertat i Democràcia Directa (SPD)                                                        | Llibertat i Democràcia Directa (SPD)                                                        | Llibertat i Democràcia Directa (SPD)                                                        | 2                                                                | 2                                                                | 0,27%                                                            |                                                                  | ID                | 60 63   |         | 7,99% 8,94%   |
| Partit Popular Danès (DF)                                                                   | Partit Popular Danès (DF)                                                                   | Partit Popular Danès (DF)                                                                   | 1                                                                | 3                                                                | 0,13%                                                            |                                                                  | ID                | 60 63   |         | 7,99% 8,94%   |
| Partit Popular Conservador d'Estònia (EKRE)                                                 | Partit Popular Conservador d'Estònia (EKRE)                                                 | Partit Popular Conservador d'Estònia (EKRE)                                                 | 1                                                                | 1                                                                | 0,13%                                                            |                                                                  | ID                | 60 63   |         | 7,99% 8,94%   |
| Partit per la Llibertat (PVV)                                                               | Partit per la Llibertat (PVV)                                                               | Partit per la Llibertat (PVV)                                                               | 0 +1                                                             | 4                                                                | 0,00%                                                            |                                                                  | ID                | 60 63   |         | 7,99% 8,94%   |
|                                                                                             | Partit Verd Europeu (PVE)                                                                   | Partit Verd Europeu (PVE)                                                                   | Partit Verd Europeu (PVE)                                        | Partit Verd Europeu (PVE)                                        | Partit Verd Europeu (PVE)                                        | Partit Verd Europeu (PVE)                                        | Verds/ALE         | 57 54   | 22 · 22 | 7,59% 7,66%   |
| Aliança 90/Els Verds (GRÜNE)                                                                | Aliança 90/Els Verds (GRÜNE)                                                                | Aliança 90/Els Verds (GRÜNE)                                                                | 21                                                               | 10                                                               | 2,80%                                                            |                                                                  | Verds/ALE         | 57 54   | 22 · 22 | 7,59% 7,66%   |
| Europa Ecologia-Els Verds (EE-LV)                                                           | Europa Ecologia-Els Verds (EE-LV)                                                           | Europa Ecologia-Els Verds (EE-LV)                                                           | 11 +1                                                            | 5                                                                | 0,67%                                                            |                                                                  | Verds/ALE         | 57 54   | 22 · 22 | 7,59% 7,66%   |
| Partit Verd d'Anglaterra i Gal·les (Green)                                                  | Partit Verd d'Anglaterra i Gal·les (Green)                                                  | Partit Verd d'Anglaterra i Gal·les (Green)                                                  | 7                                                                | 4                                                                | 0,93%                                                            |                                                                  | Verds/ALE         | 57 54   | 22 · 22 | 7,59% 7,66%   |
| Esquerra Verda (GL)                                                                         | Esquerra Verda (GL)                                                                         | Esquerra Verda (GL)                                                                         | 3                                                                | 1                                                                | 0,40%                                                            |                                                                  | Verds/ALE         | 57 54   | 22 · 22 | 7,59% 7,66%   |
| Els Verds - L'Alternativa Verda (Grünen)                                                    | Els Verds - L'Alternativa Verda (Grünen)                                                    | Els Verds - L'Alternativa Verda (Grünen)                                                    | 2 +1                                                             | 1                                                                | 0,27%                                                            |                                                                  | Verds/ALE         | 57 54   | 22 · 22 | 7,59% 7,66%   |
| Ecolo                                                                                       | Ecolo                                                                                       | Ecolo                                                                                       | 2                                                                | 1                                                                | 0,27%                                                            |                                                                  | Verds/ALE         | 57 54   | 22 · 22 | 7,59% 7,66%   |
| Esquerra Verda (SF)                                                                         | Esquerra Verda (SF)                                                                         | Esquerra Verda (SF)                                                                         | 2                                                                | 1                                                                | 0,27%                                                            |                                                                  | Verds/ALE         | 57 54   | 22 · 22 | 7,59% 7,66%   |
| Lliga Verda (VIHR)                                                                          | Lliga Verda (VIHR)                                                                          | Lliga Verda (VIHR)                                                                          | 2 +1                                                             | 1                                                                | 0,27%                                                            |                                                                  | Verds/ALE         | 57 54   | 22 · 22 | 7,59% 7,66%   |
| Partit Verd                                                                                 | Partit Verd                                                                                 | Partit Verd                                                                                 | 2                                                                | 2                                                                | 0,27%                                                            |                                                                  | Verds/ALE         | 57 54   | 22 · 22 | 7,59% 7,66%   |
| Partit Verd (Gröna)                                                                         | Partit Verd (Gröna)                                                                         | Partit Verd (Gröna)                                                                         | 2 +1                                                             | 2                                                                | 0,27%                                                            |                                                                  | Verds/ALE         | 57 54   | 22 · 22 | 7,59% 7,66%   |
| Verd (Groen)                                                                                | Verd (Groen)                                                                                | Verd (Groen)                                                                                | 1                                                                | =                                                                | 0,13%                                                            |                                                                  | Verds/ALE         | 57 54   | 22 · 22 | 7,59% 7,66%   |
| Catalunya en Comú (CatComú) [dins la coalició Unides Podem Canviar Europa]                  | Catalunya en Comú (CatComú) [dins la coalició Unides Podem Canviar Europa]                  | Catalunya en Comú (CatComú) [dins la coalició Unides Podem Canviar Europa]                  | 1                                                                | =                                                                | 0,13%                                                            |                                                                  | Verds/ALE         | 57 54   | 22 · 22 | 7,59% 7,66%   |
| Els Verds (Déi Gréng)                                                                       | Els Verds (Déi Gréng)                                                                       | Els Verds (Déi Gréng)                                                                       | 1                                                                | =                                                                | 0,13%                                                            |                                                                  | Verds/ALE         | 57 54   | 22 · 22 | 7,59% 7,66%   |
|                                                                                             | Aliança dels Conservadors i Reformistes Europeus (ACRE)                                     | Aliança dels Conservadors i Reformistes Europeus (ACRE)                                     | Aliança dels Conservadors i Reformistes Europeus (ACRE)          | Aliança dels Conservadors i Reformistes Europeus (ACRE)          | Aliança dels Conservadors i Reformistes Europeus (ACRE)          | Aliança dels Conservadors i Reformistes Europeus (ACRE)          | CRE               | 45 43   | 3 · 18  | 5,99% 6,10%   |
| Llei i Justícia (PiS) [a la coalició Dreta Unida]                                           | Llei i Justícia (PiS) [a la coalició Dreta Unida]                                           | Llei i Justícia (PiS) [a la coalició Dreta Unida]                                           | 24 +1                                                            | 7                                                                | 3,46%                                                            |                                                                  | CRE               | 45 43   | 3 · 18  | 5,99% 6,10%   |
| Germans d'Itàlia (FdI)                                                                      | Germans d'Itàlia (FdI)                                                                      | Germans d'Itàlia (FdI)                                                                      | 5 +1                                                             | 5                                                                | 0,67%                                                            |                                                                  | CRE               | 45 43   | 3 · 18  | 5,99% 6,10%   |
| Partit Conservador                                                                          | Partit Conservador                                                                          | Partit Conservador                                                                          | 4                                                                | 15                                                               | 0,53%                                                            |                                                                  | CRE               | 45 43   | 3 · 18  | 5,99% 6,10%   |
| Partit Democràtic Cívic (ODS)                                                               | Partit Democràtic Cívic (ODS)                                                               | Partit Democràtic Cívic (ODS)                                                               | 4                                                                | 2                                                                | 0,53%                                                            |                                                                  | CRE               | 45 43   | 3 · 18  | 5,99% 6,10%   |
| Organització Revolucionària Interior Macedònia - Moviment Nacional Búlgar (BMPO)            | Organització Revolucionària Interior Macedònia - Moviment Nacional Búlgar (BMPO)            | Organització Revolucionària Interior Macedònia - Moviment Nacional Búlgar (BMPO)            | 2                                                                | =                                                                | 0,27%                                                            |                                                                  | CRE               | 45 43   | 3 · 18  | 5,99% 6,10%   |
| Llibertat i Solidaritat (SaS)                                                               | Llibertat i Solidaritat (SaS)                                                               | Llibertat i Solidaritat (SaS)                                                               | 2                                                                | 1                                                                | 0,27%                                                            |                                                                  | CRE               | 45 43   | 3 · 18  | 5,99% 6,10%   |
| Aliança Nacional (LNNK)                                                                     | Aliança Nacional (LNNK)                                                                     | Aliança Nacional (LNNK)                                                                     | 2                                                                | 1                                                                | 0,27%                                                            |                                                                  | CRE               | 45 43   | 3 · 18  | 5,99% 6,10%   |
| Partit Conservador Croat (HKS) [dins la coalició Sobiranistes Croats]                       | Partit Conservador Croat (HKS) [dins la coalició Sobiranistes Croats]                       | Partit Conservador Croat (HKS) [dins la coalició Sobiranistes Croats]                       | 1                                                                | 1                                                                | 0,13%                                                            |                                                                  | CRE               | 45 43   | 3 · 18  | 5,99% 6,10%   |
| Acció Electoral dels Polonesos a Lituània - Aliança de Famílies Cristianes (LLRA–KŠS)       | Acció Electoral dels Polonesos a Lituània - Aliança de Famílies Cristianes (LLRA–KŠS)       | Acció Electoral dels Polonesos a Lituània - Aliança de Famílies Cristianes (LLRA–KŠS)       | 1                                                                | 1                                                                | 0,13%                                                            |                                                                  | CRE               | 45 43   | 3 · 18  | 5,99% 6,10%   |
|                                                                                             | Partit de l'Esquerra Europea (PEE)                                                          | Partit de l'Esquerra Europea (PEE)                                                          | Partit de l'Esquerra Europea (PEE)                               | Partit de l'Esquerra Europea (PEE)                               | Partit de l'Esquerra Europea (PEE)                               | Partit de l'Esquerra Europea (PEE)                               | EUE-EVN           | 20      | 7 · 7   | 2,66% 2,84%   |
| Coalició de l'Esquerra Radical (SYRIZA)                                                     | Coalició de l'Esquerra Radical (SYRIZA)                                                     | Coalició de l'Esquerra Radical (SYRIZA)                                                     | 6                                                                | =                                                                | 0,80%                                                            |                                                                  | EUE-EVN           | 20      | 7 · 7   | 2,66% 2,84%   |
| L'Esquerra                                                                                  | L'Esquerra                                                                                  | L'Esquerra                                                                                  | 5                                                                | 2                                                                | 0,67%                                                            |                                                                  | EUE-EVN           | 20      | 7 · 7   | 2,66% 2,84%   |
| Esquerra Unida (IU) [dins la coalició Unides Podem Canviar Europa]                          | Esquerra Unida (IU) [dins la coalició Unides Podem Canviar Europa]                          | Esquerra Unida (IU) [dins la coalició Unides Podem Canviar Europa]                          | 2                                                                | 2                                                                | 0,27%                                                            |                                                                  | EUE-EVN           | 20      | 7 · 7   | 2,66% 2,84%   |
| Bloc d'Esquerra (BE)                                                                        | Bloc d'Esquerra (BE)                                                                        | Bloc d'Esquerra (BE)                                                                        | 2                                                                | 1                                                                | 0,27%                                                            |                                                                  | EUE-EVN           | 20      | 7 · 7   | 2,66% 2,84%   |
| Partit Progressista del Poble Treballador (AKEL) -observador-                               | Partit Progressista del Poble Treballador (AKEL) -observador-                               | Partit Progressista del Poble Treballador (AKEL) -observador-                               | 2                                                                | =                                                                | 0,27%                                                            |                                                                  | EUE-EVN           | 20      | 7 · 7   | 2,66% 2,84%   |
| Aliança Roja-Verda (Ø) [a la coalició Moviment Popular Contra la UE (N)]                    | Aliança Roja-Verda (Ø) [a la coalició Moviment Popular Contra la UE (N)]                    | Aliança Roja-Verda (Ø) [a la coalició Moviment Popular Contra la UE (N)]                    | 1                                                                | =                                                                | 0,13%                                                            |                                                                  | EUE-EVN           | 20      | 7 · 7   | 2,66% 2,84%   |
| Aliança d'Esquerra (V)                                                                      | Aliança d'Esquerra (V)                                                                      | Aliança d'Esquerra (V)                                                                      | 1                                                                | =                                                                | 0,13%                                                            |                                                                  | EUE-EVN           | 20      | 7 · 7   | 2,66% 2,84%   |
| Partit Comunista de Bohèmia i Moràvia (KSČM) -observador-                                   | Partit Comunista de Bohèmia i Moràvia (KSČM) -observador-                                   | Partit Comunista de Bohèmia i Moràvia (KSČM) -observador-                                   | 1                                                                | 2                                                                | 0,13%                                                            |                                                                  | EUE-EVN           | 20      | 7 · 7   | 2,66% 2,84%   |
|                                                                                             | Partit Demòcrata Europeu (PDE)                                                              | Partit Demòcrata Europeu (PDE)                                                              | Partit Demòcrata Europeu (PDE)                                   | Partit Demòcrata Europeu (PDE)                                   | Partit Demòcrata Europeu (PDE)                                   | Partit Demòcrata Europeu (PDE)                                   | RE S&D            | 11      | 3 · 3   | 1,46% 1,56%   |
| Moviment Demòcrata (MoDem) [dins la coalició La República En Marxa-Movimiento Demòcrata]    | Moviment Demòcrata (MoDem) [dins la coalició La República En Marxa-Movimiento Demòcrata]    | Moviment Demòcrata (MoDem) [dins la coalició La República En Marxa-Movimiento Demòcrata]    | 5                                                                | 1                                                                | 0,67%                                                            |                                                                  | RE S&D            | 11      | 3 · 3   | 1,46% 1,56%   |
| Electors Lliures (FW)                                                                       | Electors Lliures (FW)                                                                       | Electors Lliures (FW)                                                                       | 2                                                                | 1                                                                | 0,27%                                                            |                                                                  | RE S&D            | 11      | 3 · 3   | 1,46% 1,56%   |
| PRO Romania (PRO) -observador-                                                              | PRO Romania (PRO) -observador-                                                              | PRO Romania (PRO) -observador-                                                              | 2                                                                | =                                                                | 0,27%                                                            |                                                                  | RE S&D            | 11      | 3 · 3   | 1,46% 1,56%   |
| Partit Nacionalista Basc [dins la Coalició per una Europa Solidària]                        | Partit Nacionalista Basc [dins la Coalició per una Europa Solidària]                        | Partit Nacionalista Basc [dins la Coalició per una Europa Solidària]                        | 1                                                                | =                                                                | 0,13%                                                            |                                                                  | RE S&D            | 11      | 3 · 3   | 1,46% 1,56%   |
| Partit Radical (MR) [dins la coalició La República En Marxa-Moviment Demòcrata]             | Partit Radical (MR) [dins la coalició La República En Marxa-Moviment Demòcrata]             | Partit Radical (MR) [dins la coalició La República En Marxa-Moviment Demòcrata]             | 1                                                                | 1                                                                | 0,13%                                                            |                                                                  | RE S&D            | 11      | 3 · 3   | 1,46% 1,56%   |
|                                                                                             | Aliança Lliure Europea (ALE)                                                                | Aliança Lliure Europea (ALE)                                                                | Aliança Lliure Europea (ALE)                                     | Aliança Lliure Europea (ALE)                                     | Aliança Lliure Europea (ALE)                                     | Aliança Lliure Europea (ALE)                                     | Verds/ALE ECR     | 11 7    | = · 4   | 1,46% 0,99%   |
| Nova Aliança Flamenca (N-VA)                                                                | Nova Aliança Flamenca (N-VA)                                                                | Nova Aliança Flamenca (N-VA)                                                                | 3                                                                | 1                                                                | 0,40%                                                            |                                                                  | Verds/ALE ECR     | 11 7    | = · 4   | 1,46% 0,99%   |
| Partit Nacional Escocès (SNP)                                                               | Partit Nacional Escocès (SNP)                                                               | Partit Nacional Escocès (SNP)                                                               | 3                                                                | 1                                                                | 0,40%                                                            |                                                                  | Verds/ALE ECR     | 11 7    | = · 4   | 1,46% 0,99%   |
| Esquerra Republicana de Catalunya [dins la coalició Ara Repúbliques]                        | Esquerra Republicana de Catalunya [dins la coalició Ara Repúbliques]                        | Esquerra Republicana de Catalunya [dins la coalició Ara Repúbliques]                        | 2                                                                | =                                                                | 0,27%                                                            |                                                                  | Verds/ALE ECR     | 11 7    | = · 4   | 1,46% 0,99%   |
| Partit de la Nació Corsa (PNC) [dins la coalició Europa Ecologia-Els Verds]                 | Partit de la Nació Corsa (PNC) [dins la coalició Europa Ecologia-Els Verds]                 | Partit de la Nació Corsa (PNC) [dins la coalició Europa Ecologia-Els Verds]                 | 1                                                                | 1                                                                | 0,13%                                                            |                                                                  | Verds/ALE ECR     | 11 7    | = · 4   | 1,46% 0,99%   |
| Unió Russa de Letònia (LKS) -observador-                                                    | Unió Russa de Letònia (LKS) -observador-                                                    | Unió Russa de Letònia (LKS) -observador-                                                    | 1                                                                | =                                                                | 0,13%                                                            |                                                                  | Verds/ALE ECR     | 11 7    | = · 4   | 1,46% 0,99%   |
| Partit Gal·lès                                                                              | Partit Gal·lès                                                                              | Partit Gal·lès                                                                              | 1                                                                | =                                                                | 0,13%                                                            |                                                                  | Verds/ALE ECR     | 11 7    | = · 4   | 1,46% 0,99%   |
|                                                                                             | Partit Pirata Europeu (Pirates)                                                             | Partit Pirata Europeu (Pirates)                                                             | Partit Pirata Europeu (Pirates)                                  | Partit Pirata Europeu (Pirates)                                  | Partit Pirata Europeu (Pirates)                                  | Partit Pirata Europeu (Pirates)                                  | Verds/ALE         | 4       | 3 · 3   | 0,53% 0,57%   |
| Partit Pirata de Txèquia (CPS)                                                              | Partit Pirata de Txèquia (CPS)                                                              | Partit Pirata de Txèquia (CPS)                                                              | 3                                                                | 3                                                                | 0,40%                                                            |                                                                  | Verds/ALE         | 4       | 3 · 3   | 0,53% 0,57%   |
| Partit Pirata d'Alemanya (Piraten)                                                          | Partit Pirata d'Alemanya (Piraten)                                                          | Partit Pirata d'Alemanya (Piraten)                                                          | 1                                                                | =                                                                | 0,13%                                                            |                                                                  | Verds/ALE         | 4       | 3 · 3   | 0,53% 0,57%   |
|                                                                                             | Moviment Polític Cristià Europeu (MPCE)                                                     | Moviment Polític Cristià Europeu (MPCE)                                                     | Moviment Polític Cristià Europeu (MPCE)                          | Moviment Polític Cristià Europeu (MPCE)                          | Moviment Polític Cristià Europeu (MPCE)                          | Moviment Polític Cristià Europeu (MPCE)                          | PPE ECR           | 3       | =       | 0,40% 0,43%   |
| Gent Comú (OL'aNO)                                                                          | Gent Comú (OL'aNO)                                                                          | Gent Comú (OL'aNO)                                                                          | 1                                                                | =                                                                | 0,13%                                                            |                                                                  | PPE ECR           | 3       | =       | 0,40% 0,43%   |
| Partit Polític Reformat (SGP) [en coalició amb Unió Cristiana (CU)]                         | Partit Polític Reformat (SGP) [en coalició amb Unió Cristiana (CU)]                         | Partit Polític Reformat (SGP) [en coalició amb Unió Cristiana (CU)]                         | 1                                                                | =                                                                | 0,13%                                                            |                                                                  | PPE ECR           | 3       | =       | 0,40% 0,43%   |
| Unió Cristiana (CU) [en coalició amb Partit Polític Reformat (SGP)]                         | Unió Cristiana (CU) [en coalició amb Partit Polític Reformat (SGP)]                         | Unió Cristiana (CU) [en coalició amb Partit Polític Reformat (SGP)]                         | 1                                                                | =                                                                | 0,13%                                                            |                                                                  | PPE ECR           | 3       | =       | 0,40% 0,43%   |
|                                                                                             | Animal Politics EU (APEU)                                                                   | Animal Politics EU (APEU)                                                                   | Animal Politics EU (APEU)                                        | Animal Politics EU (APEU)                                        | Animal Politics EU (APEU)                                        | Animal Politics EU (APEU)                                        | Verds/ALE EUE-EVN | 3       | 2 · 2   | 0,40% 0,43%   |
| Partit per la Protecció dels Drets Humans (Tierschutz)                                      | Partit per la Protecció dels Drets Humans (Tierschutz)                                      | Partit per la Protecció dels Drets Humans (Tierschutz)                                      | 1                                                                | =                                                                | 0,13%                                                            |                                                                  | Verds/ALE EUE-EVN | 3       | 2 · 2   | 0,40% 0,43%   |
| Partit pels Animals (PvdD)                                                                  | Partit pels Animals (PvdD)                                                                  | Partit pels Animals (PvdD)                                                                  | 1                                                                | 1                                                                | 0,13%                                                            |                                                                  | Verds/ALE EUE-EVN | 3       | 2 · 2   | 0,40% 0,43%   |
| Persones-Animals-Natura (PAN)                                                               | Persones-Animals-Natura (PAN)                                                               | Persones-Animals-Natura (PAN)                                                               | 1                                                                | 1                                                                | 0,13%                                                            |                                                                  | Verds/ALE EUE-EVN | 3       | 2 · 2   | 0,40% 0,43%   |
|                                                                                             | Aliança per la Pau i la Llibertat (APL)                                                     | Aliança per la Pau i la Llibertat (APL)                                                     | Aliança per la Pau i la Llibertat (APL)                          | Aliança per la Pau i la Llibertat (APL)                          | Aliança per la Pau i la Llibertat (APL)                          | Aliança per la Pau i la Llibertat (APL)                          |                   | 2       |         | 0,27% 0,28%   |
| Kotleba - Partit Popular Nostra Eslovàquia (L'SNS)                                          | Kotleba - Partit Popular Nostra Eslovàquia (L'SNS)                                          | Kotleba - Partit Popular Nostra Eslovàquia (L'SNS)                                          | 2                                                                | 2                                                                | 0,27%                                                            |                                                                  |                   | 2       |         | 0,27% 0,28%   |
|                                                                                             | Volt Europa (Volt)                                                                          | Volt Europa (Volt)                                                                          | Volt Europa (Volt)                                               | Volt Europa (Volt)                                               | Volt Europa (Volt)                                               | Volt Europa (Volt)                                               | Verds/ALE         | 1       | 1 · 1   | 0,13% 0,14%   |
| Volt Europa                                                                                 | Volt Europa                                                                                 | Volt Europa                                                                                 | 1                                                                | 1                                                                | 0,13%                                                            |                                                                  | Verds/ALE         | 1       | 1 · 1   | 0,13% 0,14%   |
|                                                                                             | Candidatures sense partit polític europeu                                                   | Candidatures sense partit polític europeu                                                   | Candidatures sense partit polític europeu                        | Candidatures sense partit polític europeu                        | Candidatures sense partit polític europeu                        | Candidatures sense partit polític europeu                        |                   | 142 116 |         | 18,91% 16,45% |
| Partit del Brexit                                                                           | Partit del Brexit                                                                           | Partit del Brexit                                                                           | 29                                                               | 29                                                               | 3,86%                                                            |                                                                  |                   | 142 116 |         | 18,91% 16,45% |
| La República En Marxa (LREM) [dins la coalició La República En Marxa-Moviment Demòcrata]    | La República En Marxa (LREM) [dins la coalició La República En Marxa-Moviment Demòcrata]    | La República En Marxa (LREM) [dins la coalició La República En Marxa-Moviment Demòcrata]    | 15 +2                                                            | 15                                                               | 2,00%                                                            |                                                                  |                   | 142 116 |         | 18,91% 16,45% |
| Moviment 5 Estrelles (M5E)                                                                  | Moviment 5 Estrelles (M5E)                                                                  | Moviment 5 Estrelles (M5E)                                                                  | 14                                                               | 3                                                                | 1,86%                                                            |                                                                  |                   | 142 116 |         | 18,91% 16,45% |
| Alternativa per Alemanya (AfD)                                                              | Alternativa per Alemanya (AfD)                                                              | Alternativa per Alemanya (AfD)                                                              | 11                                                               | 4                                                                | 0,53%                                                            |                                                                  |                   | 142 116 |         | 18,91% 16,45% |
| Aliança 2020: Unió Salvar Romania-Partit Llibertat, Unitat i Solidaritat (USR-PLUS)         | Aliança 2020: Unió Salvar Romania-Partit Llibertat, Unitat i Solidaritat (USR-PLUS)         | Aliança 2020: Unió Salvar Romania-Partit Llibertat, Unitat i Solidaritat (USR-PLUS)         | 8                                                                | 8                                                                | 1,07%                                                            |                                                                  |                   | 142 116 |         | 18,91% 16,45% |
| França Insubmisa (FI)                                                                       | França Insubmisa (FI)                                                                       | França Insubmisa (FI)                                                                       | 6                                                                | 1                                                                | 0,80%                                                            |                                                                  |                   | 142 116 |         | 18,91% 16,45% |
| Coalició Democràtica (DK)                                                                   | Coalició Democràtica (DK)                                                                   | Coalició Democràtica (DK)                                                                   | 4                                                                | 2                                                                | 0,53%                                                            |                                                                  |                   | 142 116 |         | 18,91% 16,45% |
| Podem [dins la coalició Unides Podem Canviar Europa]                                        | Podem [dins la coalició Unides Podem Canviar Europa]                                        | Podem [dins la coalició Unides Podem Canviar Europa]                                        | 3                                                                | 2                                                                | 0,40%                                                            |                                                                  |                   | 142 116 |         | 18,91% 16,45% |
| Vox                                                                                         | Vox                                                                                         | Vox                                                                                         | 3 +1                                                             | 3                                                                | 0,40%                                                            |                                                                  |                   | 142 116 |         | 18,91% 16,45% |
| Fòrum per a la Democràcia (FVD)                                                             | Fòrum per a la Democràcia (FVD)                                                             | Fòrum per a la Democràcia (FVD)                                                             | 3 +1                                                             | 3                                                                | 0,40%                                                            |                                                                  |                   | 142 116 |         | 18,91% 16,45% |
| Primavera (Wiosna)                                                                          | Primavera (Wiosna)                                                                          | Primavera (Wiosna)                                                                          | 3                                                                | 3                                                                | 0,40%                                                            |                                                                  |                   | 142 116 |         | 18,91% 16,45% |
| Demòcrates de Suècia (SD)                                                                   | Demòcrates de Suècia (SD)                                                                   | Demòcrates de Suècia (SD)                                                                   | 3                                                                | 1                                                                | 0,40%                                                            |                                                                  |                   | 142 116 |         | 18,91% 16,45% |
| El Partit                                                                                   | El Partit                                                                                   | El Partit                                                                                   | 2                                                                | 1                                                                | 0,27%                                                            |                                                                  |                   | 142 116 |         | 18,91% 16,45% |
| Junts - Democràcia Cívica (SPOLU)                                                           | Junts - Democràcia Cívica (SPOLU)                                                           | Junts - Democràcia Cívica (SPOLU)                                                           | 2                                                                | 2                                                                | 0,27%                                                            |                                                                  |                   | 142 116 |         | 18,91% 16,45% |
| Junts per Catalunya [dins la coalició Lliures per Europa]                                   | Junts per Catalunya [dins la coalició Lliures per Europa]                                   | Junts per Catalunya [dins la coalició Lliures per Europa]                                   | 2 +1                                                             | 2                                                                | 0,27%                                                            |                                                                  |                   | 142 116 |         | 18,91% 16,45% |
| Partit dels Finlandesos (PS)                                                                | Partit dels Finlandesos (PS)                                                                | Partit dels Finlandesos (PS)                                                                | 2                                                                | =                                                                | 0,27%                                                            |                                                                  |                   | 142 116 |         | 18,91% 16,45% |
| Alba Daurada (XA)                                                                           | Alba Daurada (XA)                                                                           | Alba Daurada (XA)                                                                           | 2                                                                | 1                                                                | 0,27%                                                            |                                                                  |                   | 142 116 |         | 18,91% 16,45% |
| Partit Comunista de Grècia (KKE)                                                            | Partit Comunista de Grècia (KKE)                                                            | Partit Comunista de Grècia (KKE)                                                            | 2                                                                | =                                                                | 0,27%                                                            |                                                                  |                   | 142 116 |         | 18,91% 16,45% |
| Independents pel Canvi                                                                      | Independents pel Canvi                                                                      | Independents pel Canvi                                                                      | 2                                                                | 2                                                                | 0,27%                                                            |                                                                  |                   | 142 116 |         | 18,91% 16,45% |
| Sinn Féin (SF)                                                                              | Sinn Féin (SF)                                                                              | Sinn Féin (SF)                                                                              | 2                                                                | 2                                                                | 0,27%                                                            |                                                                  |                   | 142 116 |         | 18,91% 16,45% |
| Unió Lituana d'Agricultors i Verds (LVŽS)                                                   | Unió Lituana d'Agricultors i Verds (LVŽS)                                                   | Unió Lituana d'Agricultors i Verds (LVŽS)                                                   | 2                                                                | 1                                                                | 0,27%                                                            |                                                                  |                   | 142 116 |         | 18,91% 16,45% |
| Partit Comunista Portuguès (PCP) [a la Coalició Democràtica Unitària]                       | Partit Comunista Portuguès (PCP) [a la Coalició Democràtica Unitària]                       | Partit Comunista Portuguès (PCP) [a la Coalició Democràtica Unitària]                       | 2                                                                | 1                                                                | 0,27%                                                            |                                                                  |                   | 142 116 |         | 18,91% 16,45% |
| Partit de les Famílies d'Alemanya (Familie)                                                 | Partit de les Famílies d'Alemanya (Familie)                                                 | Partit de les Famílies d'Alemanya (Familie)                                                 | 1                                                                | =                                                                | 0,13%                                                            |                                                                  |                   | 142 116 |         | 18,91% 16,45% |
| Partit Ecològic Democràtic (ÖDP)                                                            | Partit Ecològic Democràtic (ÖDP)                                                            | Partit Ecològic Democràtic (ÖDP)                                                            | 1                                                                | =                                                                | 0,13%                                                            |                                                                  |                   | 142 116 |         | 18,91% 16,45% |
| Partit dels Treballadors de Bèlgica (PVDA)                                                  | Partit dels Treballadors de Bèlgica (PVDA)                                                  | Partit dels Treballadors de Bèlgica (PVDA)                                                  | 1                                                                | 1                                                                | 0,13%                                                            |                                                                  |                   | 142 116 |         | 18,91% 16,45% |
| Escut Humà (ŽZ)                                                                             | Escut Humà (ŽZ)                                                                             | Escut Humà (ŽZ)                                                                             | 1                                                                | 1                                                                | 0,13%                                                            |                                                                  |                   | 142 116 |         | 18,91% 16,45% |
| Euskal Herria Bildu [dins la coalició Ara Repúbliques]                                      | Euskal Herria Bildu [dins la coalició Ara Repúbliques]                                      | Euskal Herria Bildu [dins la coalició Ara Repúbliques]                                      | 1                                                                | =                                                                | 0,13%                                                            |                                                                  |                   | 142 116 |         | 18,91% 16,45% |
| Els Centristes (LC) [dins la coalició Unió de la dreta i el centre]                         | Els Centristes (LC) [dins la coalició Unió de la dreta i el centre]                         | Els Centristes (LC) [dins la coalició Unió de la dreta i el centre]                         | 1                                                                | 1                                                                | 0,13%                                                            |                                                                  |                   | 142 116 |         | 18,91% 16,45% |
| Solució Grega (Elliniki Lisi)                                                               | Solució Grega (Elliniki Lisi)                                                               | Solució Grega (Elliniki Lisi)                                                               | 1                                                                | 1                                                                | 0,13%                                                            |                                                                  |                   | 142 116 |         | 18,91% 16,45% |
| Jobbik - Conservadors (Jobbik)                                                              | Jobbik - Conservadors (Jobbik)                                                              | Jobbik - Conservadors (Jobbik)                                                              | 1                                                                | 2                                                                | 0,13%                                                            |                                                                  |                   | 142 116 |         | 18,91% 16,45% |
| 50PLUS (50+)                                                                                | 50PLUS (50+)                                                                                | 50PLUS (50+)                                                                                | 1                                                                | 1                                                                | 0,13%                                                            |                                                                  |                   | 142 116 |         | 18,91% 16,45% |
| Acord (P) [a la coalició Dreta Unida]                                                       | Acord (P) [a la coalició Dreta Unida]                                                       | Acord (P) [a la coalició Dreta Unida]                                                       | 1                                                                | 1                                                                | 0,13%                                                            |                                                                  |                   | 142 116 |         | 18,91% 16,45% |
| Polònia Unida (SP) [a la coalició Dreta Unida]                                              | Polònia Unida (SP) [a la coalició Dreta Unida]                                              | Polònia Unida (SP) [a la coalició Dreta Unida]                                              | 1                                                                | 1                                                                | 0,13%                                                            |                                                                  |                   | 142 116 |         | 18,91% 16,45% |
| Partit Unionista Democràtic (DUP)                                                           | Partit Unionista Democràtic (DUP)                                                           | Partit Unionista Democràtic (DUP)                                                           | 1                                                                | =                                                                | 0,13%                                                            |                                                                  |                   | 142 116 |         | 18,91% 16,45% |
| Partit de l'Esquerra (K)                                                                    | Partit de l'Esquerra (K)                                                                    | Partit de l'Esquerra (K)                                                                    | 1                                                                | =                                                                | 0,13%                                                            |                                                                  |                   | 142 116 |         | 18,91% 16,45% |
| Batlles i Independents (STAN) [en coalició amb TOP 09]                                      | Batlles i Independents (STAN) [en coalició amb TOP 09]                                      | Batlles i Independents (STAN) [en coalició amb TOP 09]                                      | 1                                                                | 1                                                                | 0,13%                                                            |                                                                  |                   | 142 116 |         | 18,91% 16,45% |
| Partit Democràtic (DIKO)                                                                    | Partit Democràtic (DIKO)                                                                    | Partit Democràtic (DIKO)                                                                    | 1                                                                | =                                                                | 0,13%                                                            |                                                                  |                   | 142 116 |         | 18,91% 16,45% |
| Independent: Mislav Kolakušić                                                               | Independent: Mislav Kolakušić                                                               | Independent: Mislav Kolakušić                                                               | 1                                                                | 1                                                                | 0,13%                                                            |                                                                  |                   | 142 116 |         | 18,91% 16,45% |
| Independent: Luke 'Ming' Flanagan                                                           | Independent: Luke 'Ming' Flanagan                                                           | Independent: Luke 'Ming' Flanagan                                                           | 1                                                                | =                                                                | 0,13%                                                            |                                                                  |                   | 142 116 |         | 18,91% 16,45% |
| Independent: Aušra Maldeikienė                                                              | Independent: Aušra Maldeikienė                                                              | Independent: Aušra Maldeikienė                                                              | 1                                                                | 1                                                                | 0,13%                                                            |                                                                  |                   | 142 116 |         | 18,91% 16,45% |
| Independent: Magdalena Adamowicz [a la Coalició Europea (KE)]                               | Independent: Magdalena Adamowicz [a la Coalició Europea (KE)]                               | Independent: Magdalena Adamowicz [a la Coalició Europea (KE)]                               | 1                                                                | 1                                                                | 0,13%                                                            |                                                                  |                   | 142 116 |         | 18,91% 16,45% |
| Independent: Włodzimierz Karpiński [a la Coalició Europea (KE)]                             | Independent: Włodzimierz Karpiński [a la Coalició Europea (KE)]                             | Independent: Włodzimierz Karpiński [a la Coalició Europea (KE)]                             | 1                                                                | 1                                                                | 0,13%                                                            |                                                                  |                   | 142 116 |         | 18,91% 16,45% |

Nota: Les xifres situades com a suma sota del nombre de diputats, són els seients que guanyaria el partit una vegada produït el Brexit, i les xifres sota els resultats generals dels partits europeus, com quedaria el resultat una vegada arribat aquest moment.

### Resultats als Països Catalans
Als Països Catalans, Lliures per Europa - Junts va ser el partit més votat a Catalunya, seguit del Partit dels Socialistes (PSE) i Esquerra Republicana de Catalunya (ALE), mentre que al País Valencià, les Illes Balears i la Franja de Ponent va liderar el Partit Socialista Obrer Espanyol (PSE) seguit del Partit Popular (PPE). A la Catalunya del Nord va liderar "Pren del Poder" de Reagrupament Nacional (MENL) i a l'Alguer ho va fer la Lega per Salvini Premier.
| Candidatura   | Candidatura                   | Sufragis   | Sufragis |
| Candidatura   | Candidatura                   | Vots       | %        |
| ------------- | ----------------------------- | ---------- | -------- |
|               | PSOE                          | 1.670.621  | 26,14%   |
|               | Junts                         | 1.004.030  | 15,71%   |
|               | PP                            | 807.333    | 12,63%   |
|               | Ara Repúbliques               | 766.194    | 11,99%   |
|               | Cs                            | 684.018    | 10,70%   |
|               | Podem-IU                      | 563.748    | 8,82%    |
|               | Vox                           | 271.315    | 4,24%    |
|               | Preneu el poder               | 58.645     | 0,92%    |
|               | Renaixement                   | 30.002     | 0,47%    |
|               | CEUS                          | 22.262     | 0,35%    |
|               | Europa Ecologia               | 18.940     | 0,30%    |
|               | Unió de la dreta i del centre | 12.474     | 0,20%    |
|               | França Insubmisa              | 12356      | 0,19%    |
|               | Ganes d'Europa                | 9.958      | 0,16%    |
|               | Lliga per Salvini Premier     | 4.539      | 0,07%    |
|               | Moviment 5 Estrelles          | 3.908      | 0,06%    |
|               | Partit Democràtic             | 3.484      | 0,05%    |
|               | Força Itàlia                  | 1.321      | 0,02%    |
|               | Germans d'Itàlia              | 723        | 0,01%    |
|               |                               |            |          |
|               | Compromís per Europa          | 210.089    | 3,29%    |
|               | PACMA                         | 90.332     | 1,41%    |
|               | CV-EC                         | 20.877     | 0,33%    |
|               | Retallades Zero               | 13.736     | 0,21%    |
|               | I.Fem                         | 8.028      | 0,13%    |
|               | PCPE-PCPC-PCPA                | 7.858      | 0,12%    |
|               | VOLT                          | 7.034      | 0,11%    |
|               | Pirates                       | 6.656      | 0,10%    |
|               | Per l'Europa de la gent       | 5.691      | 0,09%    |
|               | França Dempeus - CNIP         | 5.500      | 0,09%    |
|               | Llista ciutadana              | 5.114      | 0,08%    |
|               | CONTIGO                       | 4.995      | 0,08%    |
|               | PUM+J                         | 4.681      | 0,07%    |
|               | PACT                          | 4.541      | 0,07%    |
|               | Partit Animalista de França   | 4.415      | 0,07%    |
|               | PCTE                          | 4.308      | 0,07%    |
|               | CXE                           | 3.586      | 0,06%    |
|               | Urgència Ecologia             | 3.519      | 0,06%    |
|               | IZQP                          | 3.168      | 0,05%    |
|               | ALTER                         | 2.757      | 0,04%    |
|               | Els Europeus                  | 2.721      | 0,04%    |
|               | ADÑ                           | 2.458      | 0,04%    |
|               | Junts pel Frexit              | 2.220      | 0,03%    |
|               | CEX-CREX-PREX                 | 2.184      | 0,03%    |
|               | MCR                           | 2.153      | 0,03%    |
|               | IGRE                          | 2.072      | 0,03%    |
|               | MIEL                          | 2.043      | 0,03%    |
|               | AxSÍ                          | 1.876      | 0,03%    |
|               | FAC                           | 1.752      | 0,03%    |
|               | PH                            | 1.736      | 0,03%    |
|               | Els Patriotes                 | 1.734      | 0,03%    |
|               | Lluita Obrera                 | 1.247      | 0,02%    |
|               | Aliança Jaune                 | 1.192      | 0,02%    |
|               | SAIn                          | 1.096      | 0,02%    |
|               | Altres                        | 2.300      | 0,04%    |
| Vots en blanc | Vots en blanc                 | 49.079     | 0,76%    |
| Vots vàlids   | Vots vàlids                   | 6.440.721  | 99,38%   |
| Vots nuls     | Vots nuls                     | 39.919     | 0,62%    |
| Votants       | Votants                       | 6.480.640  | 62,96%   |
| Abstenció     | Abstenció                     | 3.812.891  | 37,04%   |
| Electorat     | Electorat                     | 10.293.531 | 100%     |